# パテック・フィリップ
パテック・フィリップ（Patek Philippe、フランス語発音: [paˈtɛk fiˈlip]、[puh-TEK fee-LEEP] 発音例）は、スイスのジュネーヴに本拠地を有する1839年創業の高級時計メーカーである。
オーデマ・ピゲ、ヴァシュロン・コンスタンタンとともに世界三大高級時計メゾン（Holy Trinity of Watches ）の一つとして数えられるが、その中でもパテック・フィリップは頭一つ抜け出た存在と評され、世界最高の時計ブランドとみなされている。「時計界の王」（King of Watches ）、「時計界のロールス・ロイス」（’Rolls-Royce’ of Watches ）とも称され、そのメゾンから生み出される時計は「聖杯」（Holy Grail ）とまで讃えられることもある。
王侯貴族や教皇、歴史に名を残す芸術家、稀代の実業家や政治家たちにこぞって愛用され、現代のオークションでは時計の史上最高落札額を幾度となく更新、オークションで落札された世界で最も高価な時計リストトップ10のうち、1位を含む8つがパテック・フィリップの時計である（2025年1月時点）。また1932年以来、同社はスイスのスターン家（Stern Family ）によって代々所有され、大手資本グループに属さないジュネーヴで最後の家族経営による独立系時計メーカーであり続けており、ロレックス、オーデマ・ピゲ、リシャール・ミルとともに、非公開（上場していない）の独立系時計メーカーとして「ビッグ4」（Big Four ）の一つにも数えられている。

## 概要

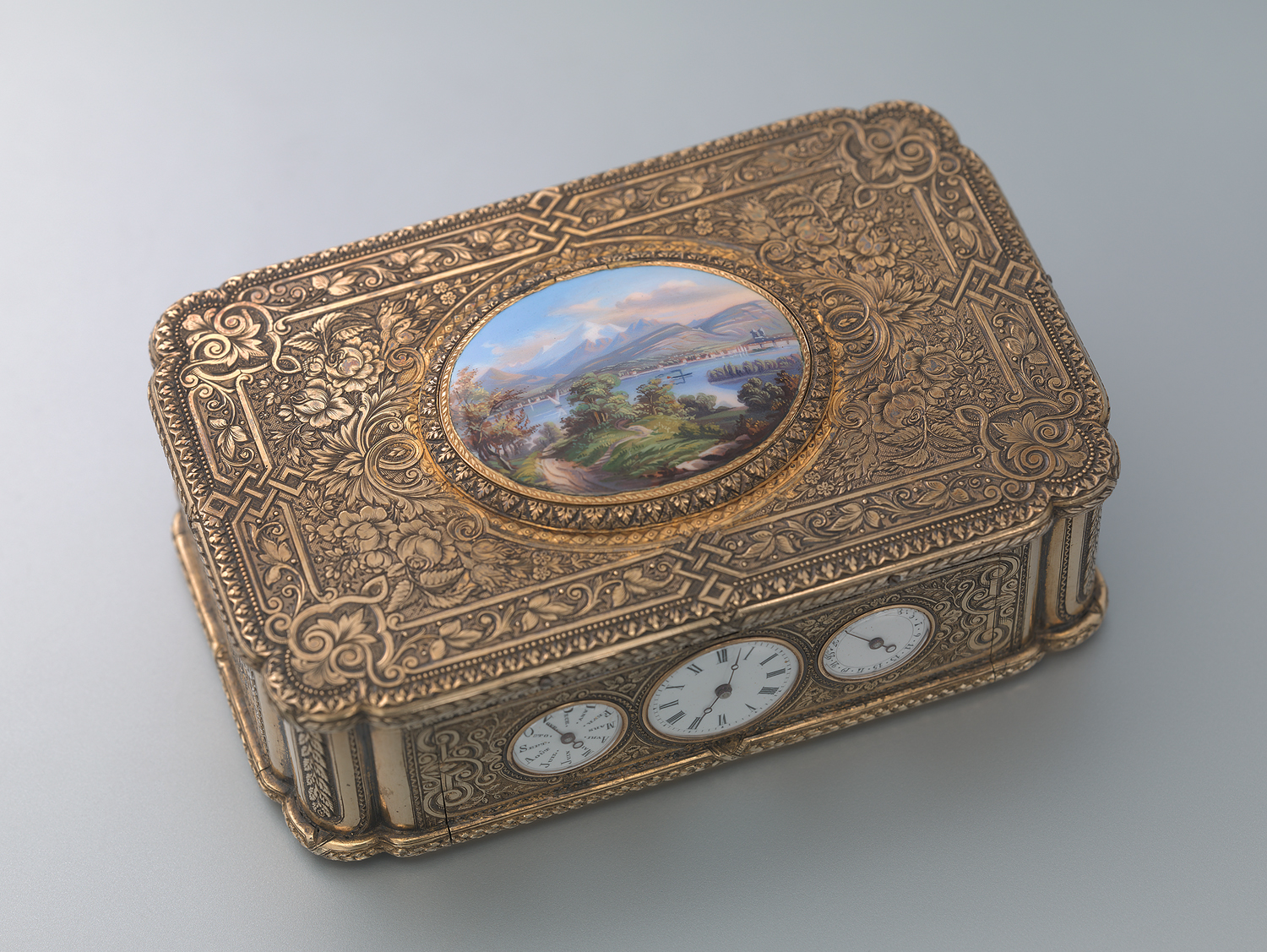
蓋を開けると機械仕掛けの鳥が羽ばたきながらさえずるからくり時計「シンギングバード」（1866年製）

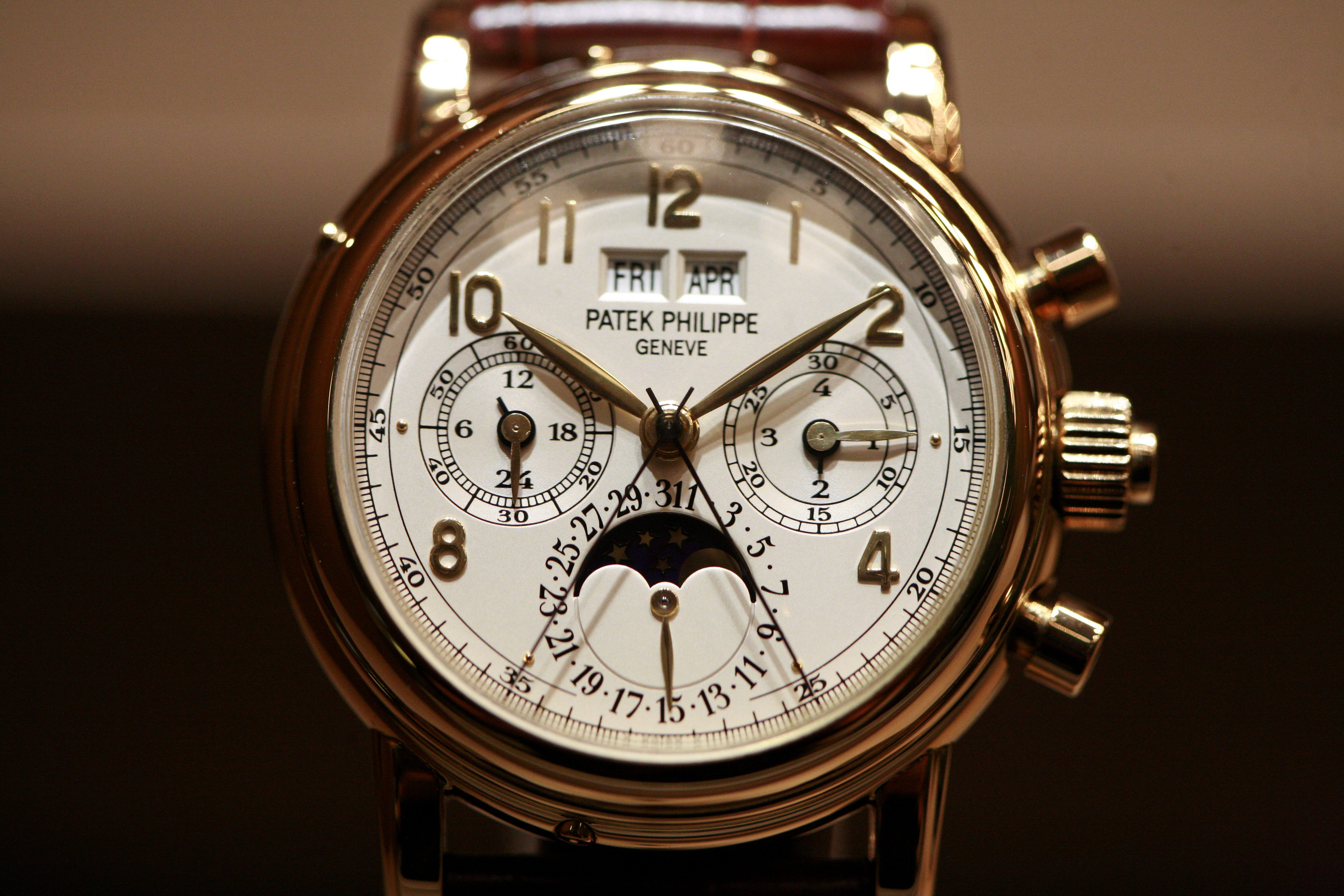
永久カレンダー、スプリットセコンドクロノグラフ、ムーンフェイズを搭載したグランドコンプリケーション Ref.5004（1996〜2012年まで製造）

1839年に2人のポーランド人、アントニ・パテックとフランチシェック・チャペックによって「パテック・チャペック」として創業され、チャペックが去ったのちにフランス人のジャン・アドリアン・フィリップを迎え入れ、1851年に"世界最高の時計をつくる"ことを社是とした会社を設立、社名を「パテック・フィリップ」と改めた。現在の主力製品は腕時計であるが、他社では今日ほとんど見られない懐中時計も常時ラインナップされており、テーブルクロック（デスククロック）も特別モデルとして製作されている。また、時計やエンブレムに由来したデザインのカフリンクスや指輪などのアクセサリーも販売している。

### エンブレム
同社のエンブレムは、12世紀にスペインで設立された「カラトラバ騎士団」に由来する紋章であり、ギリシャ十字と百合の花（フルール・ド・リス）を組み合わせたデザインとなっている。この「カラトラバ十字」（Croix de Calatrava ）は1887年に商標登録され、それ以降同社のシンボルとして使用されている（1908年に更新され、正式に同社のエンブレムとして登録）。
ジャン・アドリアン・フィリップが1887年（創業者アントニ・パテックは10年前に死去）にカラトラバ十字をエンブレムとして採用した理由は、その均衡の取れたデザイン的な美しさやその数百年にもおよぶ歴史の長さにあったとされている。上下左右の全てにおいて対称的な、時を超越した美しさを持つデザインは、完璧な製品を目指すブランドの姿勢そのものであり、騎士団時代も含めて数百年もの間人々と共にあり続けた存在は、長期戦略を志す企業理念とも合致している。また、カラトラバ十字は騎士道精神として「勇気」「礼節」「独立」を、そしてフルール・ド・リスはフランス王家の紋章として「プレステージ」「君主」を象徴しており、パテック・フィリップもまたこれらの資質を追求している。

### 生産・販売拠点

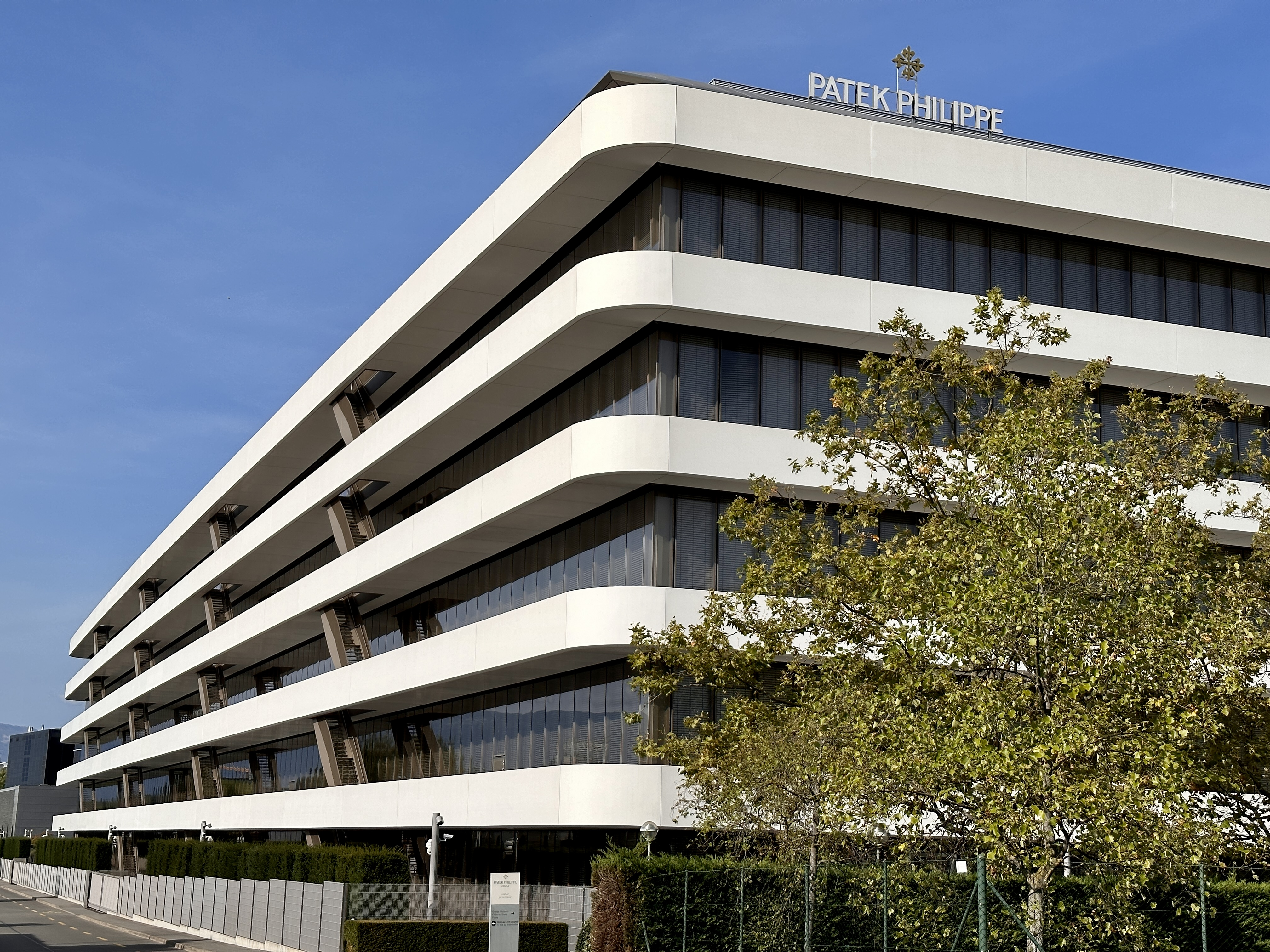
プラン
・レ・ワットに所在するパテック・フィリップ本社

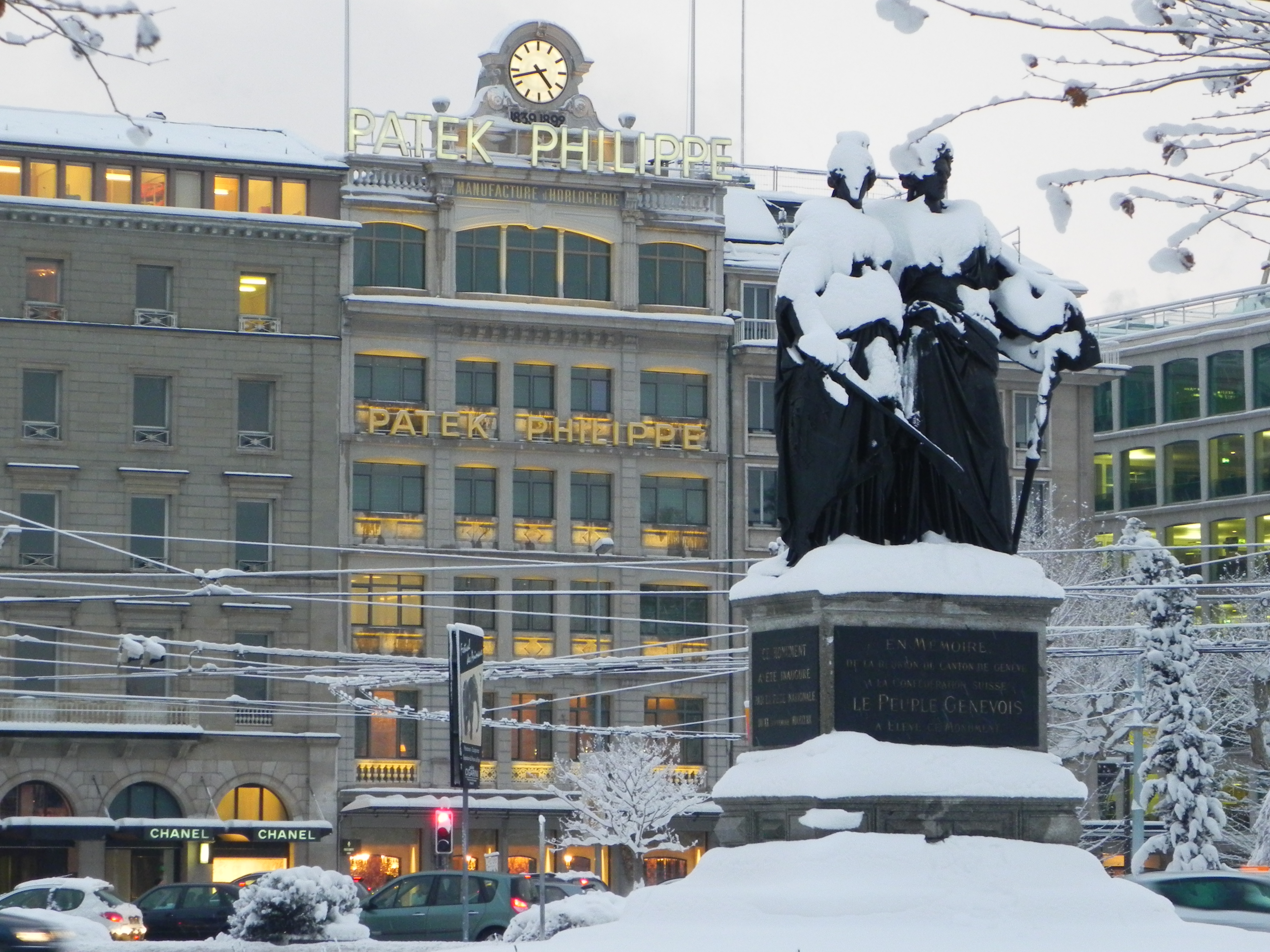
アングレ庭園から眺めるジュネーヴ本店サロン

現在の本社はジュネーヴ州プラン・レ・ワットに所在しており、同社における時計製造プロセスのほとんどがここ一カ所の建物（地上6階、地下4階の計10フロア）に集約されている。本店はジュネーヴ州ジュネーヴのローヌ川沿いに位置し、その社屋は1853年から1996年まで本社兼工房として利用されてきた歴史ある建物である。また、同じくジュネーヴには、同社が所蔵するタイムピースが展示されている博物館「パテック・フィリップ・ミュージアム」も存在する。
パテック・フィリップでは直営店を「パテック・フィリップ・サロン」と呼び、ジュネーヴ本店、パリ、ロンドンの3カ所のみ用意されている。また、正規販売店のなかには、パテック・フィリップが信頼の証しとして特別に指定した「パテック・フィリップ・ブティック」がある。日本においては、東京・南青山にある「スフィア パテック・フィリップ・ブティック 東京」と東京・銀座にある「パテック・フィリップ・ブティック 東京 銀座」の2店舗が直営店と同等のサービスを受けられるブティックである。

### マーケティング
パテック・フィリップは、時計を単なる装飾品ではなく、家族の歴史や愛情を象徴する遺産と考えており、同社の最もアイコニックな広告キャンペーンとして、「あなたは決して本当にパテック・フィリップを所有することはありません、単に次の世代のためにその世話をするだけなのです。」「気持ちを刻み込んで、その時計は受け継がれる。父（母）から子へ、世代から世代へ。」というキャッチフレーズがあり、広く知られている。また同社は、著名なブランドとしては異例とも言える、ブランドアンバサダーの起用やスポンサー活動、プロダクトプレイスメントを一切行わない方針をとっている。
2013年からは、一般公衆や愛好家にパテック・フィリップへの関心や興味を高めてもらうための活動として、数年おきに世界各地で大規模な展示会「ウォッチアート・グランド・エキシビション」（Watch Art Grand Exhibition ）を開催している。このイベントは、ジュネーブの本店サロンやミュージアム、さらには本社工房といった、パテック・フィリップにとっての重要拠点の雰囲気を再現しつつ、ミュージアムから厳選した歴史的なタイムピースや新作を含む全ての現行コレクションを展示するもので、メーカーが独自に開催する時計イベントとしては最大規模でありながら、入場料は無料となっている。第3回目となる2015年のロンドン展示会では、エリザベス女王（当時）が自身の所有するパテック・フィリップの時計を出品することを特別に許可し、同社が保有する過去のロイヤル・コレクションとともに展示された。第6回目となる2023年は東京での開催となり、16日間で約6万人が来場した。

## 特徴
パテック・フィリップは、時計製作の哲学として、「独立」「伝統」「革新」「品質と精緻な仕上がり」「希少性」「付加価値」「美」「サービス」「思い入れ」「継承」という10の価値を掲げており、これを創業以来の使命とし、将来にも継承していくことを約束している。

### マニュファクチュール
ジュネーブ高級時計製作の伝統を守る、独立したマニュファクチュールであり、ケースなどに使用する貴金属素材の割金から鋳造、心臓部であるムーブメントの開発から製造、他の高級時計よりも相対的に更にひと手間をかける美しい仕上げ、エングレービングやジェムセッティングなどの装飾、最終的な検品など、これらほぼ全ての工程を一貫して自社で行っている。そしてこうした製作から仕上げまでの数百あるいは千を超える工程は、古典および最新の工作機械と熟練職人の伝統的な手作業によって行われている。社長のティエリー・スターンによれば内製率は95～98％を誇り、最も製造難易度が高いとされるヒゲゼンマイも自社開発・製造してほとんどのムーブメントに搭載している世界でもわずかな時計メーカーの一つである（ヒゲゼンマイはマニュファクチュールであっても外部調達していることがほとんどである）。その耐磁性に優れたシリコン・ベースの自社製ヒゲゼンマイは2006年に開発され、「スピロマックス」（Spiromax ）と名付けられている。またほとんどのムーブメントのテンプには、1949年に自社開発された、フリースプラングの「ジャイロマックス」（Gyromax ）を採用しており、同社は、量産型の腕時計ムーブメントに初めて緩急針を用いないフリースプラングを採用した先駆的なメーカーである。年間生産本数は2024年時点で約6万8000本とされ、1839年の創業から2017年に至るまでの総生産本数は100万本にも満たないと推定されている（なお、ロレックスの年間生産本数は約120万本である）。

### パテック・フィリップ・シール
かつてはラインナップされていた全ての機械式製品が「ジュネーヴシール」（1886年制定）の認証を受けていたが、2009年以降はこれを上回る品質基準として設定された自社独自の認証マークである「パテック・フィリップ・シール」に切り替わり、ムーブメントだけでなく、完成したタイムピースの美的外観から機能に至るまで、高い品質と精緻な仕上がりを全ての機械式製品で保証している。またパテック・フィリップ・シールの対象外であるクォーツ式製品についても、クォーツ機構を除く全ての部品で機械式製品と全く同じ規準による精緻な仕上げが施されており、高い品質が保証されている。
パテック・フィリップは、ムーブメントの開発、製造において常に時間計測機能を最優先させており、例えば、輪列を保持する受けの形状や配置は、美的観点からあらかじめ決定されることはない。ムーブメント設計は、直径20mm以上の場合は1日あたり-3〜+2秒、直径20mm未満の場合は1日あたり-5〜+4秒という精度の技術的要求に立脚しつつ、最も美的な効果を現出することとし、それを実現した上で、初めてムーブメント装飾が施される。すなわち受けと地板の縁には面取りとポリッシュ仕上げを施し、側面はヘアライン仕上げとする。受けの見える面にはコート・ド・ジュネーヴ装飾を施し、受けの裏面および地板の全面にペルラージュ装飾を施す。さらに微細な一つ一つの歯車は、サークラージュと呼ばれるサテン仕上げや、皿型の窪みまたは溝を施すくり形面加工などに加えて、各々の歯を面取りし、歯と歯の間まで入念に磨き上げることで、パーツ間の摩擦を軽減して摩耗を極力解消し、長期にわたって確実に機能する美しいムーブメントに仕上げている。品質追求は外装部品にも注がれており、ケースは、伝統的な冷間鍛造の方法によって棒状の金属素材から製作される。これは金属材料を常温のまま何度も圧力をかけて変形させ成形するという手間とコストのかかる手法であり、これにより、平らで美しい仕上がりと、より強度のあるケースを実現している。ケースのポリッシングは昔から今日まで《ア・ラ・ヴォレ》、すなわち一切力を加えない高度な手作業によって行われる。ダイヤル、針、インデックスなどの文字盤にも多岐にわたる徹底的な仕上げが施され、その製作工程は後述するハンドクラフト技術を含め50〜200、工程の種類の総数は600にも及ぶ。そしてこれまでに述べてきたような面取りやポリッシュといった手仕上げ工程は、機能を保証するため、設計図に定められた寸法、形状を些かも変えることなく、工作機械による切削から生じる加工の痕跡はいっさい残されない。タイムピースの製作に用いられる素材は全て最高品質を保証している。例えばジェムセッティングでは最高品質の貴石（ダイヤモンド、ルビー、サファイヤ、エメラルド）のみが用いられ、色彩はグレードD～G、透明度は内包物なし（グレードIF）、カットも最高グレードのもののみを採用し、セッティングに接着剤は用いられない。

### 複雑機構
| 永久カレンダー、スプリットセコンドクロノグラフ、ミニット・リピーターなど複数の複雑機構が搭載されたグランドコンプリケーション No.197631（1910〜1920年代に製造） |  | 世界地図を描いたクロワゾネ文字盤を備えるワールドタイム機能付き懐中時計 Ref.605HU（1939〜1964年まで製造） |
| 永久カレンダー、スプリットセコンドクロノグラフ、ミニット・リピーターなど複数の複雑機構が搭載されたグランドコンプリケーション No.197631（1910〜1920年代に製造） |  | 世界地図を描いたクロワゾネ文字盤を備えるワールドタイム機能付き懐中時計 Ref.605HU（1939〜1964年まで製造） |

創業当初より複雑機構の開発に長け、一般的に知られているほぼすべての複雑機構を、パテック・フィリップは何らかの形で時計に組み込んできた。特にカレンダー機構、クロノグラフ機構、ワールドタイム機構、リピーター機構の開発においては名手と言われる存在で、これまで数多くの名作を生み出してきた。1923年、パテック・フィリップは世界で初めてスプリットセコンドクロノグラフを腕時計に搭載させ、その2年後には世界で初めて永久カレンダーを腕時計に搭載させた。1937年には、時計師ルイ・コティエ協力のもと、世界で初めてワールドタイム機構を腕時計に搭載させた。年次カレンダー機構は、1996年にパテック・フィリップが世界で初めて開発し、その後多くの高級時計メーカーで採用されている。 同社で製造された全てのチャイム・ウォッチは、防音室でチャイム音が録音され、すでに承認されているチャイムとの比較の中で音の波形が分析された後、ティエリー・スターン社長自らによる最終的な音色の確認が行われることで、一貫した音響が保証されている。トゥールビヨンにおいては、これ見よがしに搭載するブランドが増える中で、パテック・フィリップでは多くのモデルでダイアルから見せず、トゥールビヨン本来の機能性を追求する姿勢を示している。また同社は、これまでに100件以上の技術特許を取得しており、そのうち約20件は時計史上の主要な発明となっている。ジュネーヴ天文台コンクールでは、1937年までに598もの受賞と表彰を数え、1962年には同社のトゥールビヨンが今日も破られていない世界最高計時精度記録を樹立している。加えて、「世界で最も複雑な時計」を製作した称号を1933年から2015年までの長きにわたり保持していたことでも知られる（現在はヴァシュロン・コンスタンタンがその称号を保持している）。

### ハンドクラフト
| パールやルビーで豪華に装飾されたゴールドのケースに、エナメル文字盤が特徴的な懐中時計（1888年製） |  | ウィリアム・ファーカーの自然史画集（英語版）をオマージュした絵柄をクロワゾネ七宝で描いたテーブルクロック（2014年製) |
| パールやルビーで豪華に装飾されたゴールドのケースに、エナメル文字盤が特徴的な懐中時計（1888年製） |  | ウィリアム・ファーカーの自然史画集をオマージュした絵柄をクロワゾネ七宝で描いたテーブルクロック（2014年製)           |

複雑機構を究める一方で、創業当初からジュネーヴの伝統であるケースや文字盤の装飾芸術（同社では「ハンドクラフト」と呼称する）にも情熱を注いでおり、同社が抱えるその時代の名匠たちによる彫金やギヨシェ彫り、クロワゾネ七宝、エナメル細密画といった高度な伝統的職人技法を通じて数々のアートピースを生み出してきた。なかでも象徴主義やアール・ヌーヴォーなど、各時代の芸術的潮流を代表する著名な絵画を原作とした多数のタイムピースが作られたほか、人物の肖像がテーマとして好んで用いられ、パテック・フィリップの顧客である各国の王侯貴族のために、“王室のタイムピース”と呼ばれる一連の時計が製作されてきた。第二次世界大戦後はこうしたハンドクラフトの需要が低迷し消滅の危機に陥ったが、パテック・フィリップは買い手がつかないことを理解しつつも、職人の保護と育成に尽力し、作品を発表しつづけた点は高く評価されている。過去には、著名な宝飾職人のルネ・ラリックやジルベール・アルベールも同社の作品を手がけている。現在では年に一度、ハンドクラフトが施されたその年の作品の数々を世界中のプライベート・コレクターに納品される前に発表する「希少なハンドクラフト」展をジュネーヴ本店サロンにて開催している（入場料無料）。

### 長期戦略
パテック・フィリップは「永久修理」を謳っており、創業以来製作した全ての時計の修理を受け付けている数少ないメーカーの一つである。同社は2017年時点で約500万個の交換部品を保持しており、そのなかには1839年のオリジナル部品も含まれている。もちろん生産終了のため保持していない部品もあるが設計図やツールが保管されているため、創業当時に製作された時計でもすべて修理することが可能だという。
また、販売した製品の資産価値を維持する観点から、オークションでヴィンテージ・モデルを買い戻すことにより、中古市場における取引価格を高値誘導する戦略をとっている。一方で新品のモデルについては、即時転売目的での購入を抑制するために購入後2年間は保証書を店舗側で預かる「保証書預かり制度」を導入しており、人気モデルでは再購入を許可せず購入は1人につき1点までといった購入制限も設けている。

## 沿革

### 創業者の生い立ち

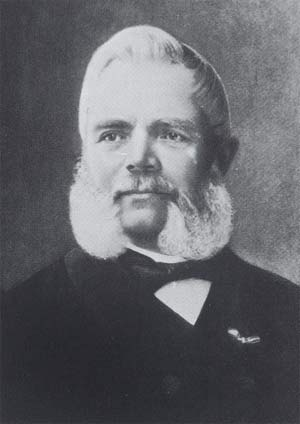
アントニ・パテック

- 1811年4月4日 - 創業者フランティシェック・チャペック (František Čapek ) 、ボヘミアの現在はヤロミェジ (Jaroměř ) の一部であるセモニツェ (Semonice ) 村に産まれた。後に時計職人としてワルシャワに移住し、フランチシェック・チャペック (Franciszek Czapek ) とポーランド風に改名。
- 1812年6月14日 - 創業者アントニ・パテック (Antoni Patek ) 、「プラヴジツ (Prawdzic ) 紋章」を持つポーランド貴族（シュラフタ）の子としてポーランド、ルブリン市近郊のピャスキ・ルテルスキェ (Piaski Luterskie ) に産まれた。
- 1821年頃 - パテック、10歳の時両親とともにワルシャワへ移った。
- 1828年 - パテック、16歳でポーランド陸軍に入隊、「第1騎馬ライフル連隊」に配属。
- 1830年 - パテックとチャペック、ポーランド人によるロシア支配に対する反乱11月蜂起に参加した。パテックは、ロシア軍との戦闘における活躍により少尉に昇進、「8月1日旅団」の副官に昇格。1831年にはその功績が認められポーランド軍最高の栄誉である「ヴィルトゥーティ・ミリターリ勲章」 (Virtuti Militari ) を授与された。同時期、チャペックはポーランド人の民兵組織である「ポーランド国民衛兵」の兵士としてワルシャワでロシア軍を相手に戦った。
- 1832年 - パテック、ロシア軍が制圧したポーランドから脱出。このときポーランド軍がその脱出ルート上に設置した5箇所の集結地点のうちの1つ、ミュンヘン近郊のバンベルクにあったポーランド軍陣地の司令官に任命された。フランスへ亡命後しばらくは亡命ポーランド軍将校としてフランス側につき各地を転戦した。その後、軍を退役しアミアンに定住し植字工となった。

### 創業期

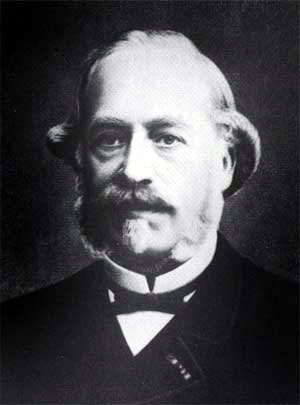
ジャン・アドリアン・フィリップ

- 1835年頃 - パテックとチャペック、スイスのジュネーヴに移住する。その後、パリへ旅に出て得た経験から高級懐中時計の販売を始めた。
- 1839年5月1日 - パテックとチャペックは共同で事業を開始することで同意し、同郷であるポーランド人時計製造業者のヴィンセンティ・ゴストコフスキ（Wincenty Gostkowski ）、ヴァヴジニェツ・ゴストコフスキ（Wawrzyniec Gostkowski ）、ヴワディワフ・バンドゥルスキ（Wladyslaw Bandurski ）の財政援助を得て「Patek, Czapek & Cie」をジュネーヴに創業、これより1850年ごろまでポーランドの歴史と文化に関連したデザインの懐中時計をオーダーメイドで製造した。
- 1843年5月29日 - アントニ・パテック、ジュネーヴ市民となり、アントワーヌ・パテック（Antoine Patek ）とフランス風に改名。
- 1844年 - パテック、自社製品をパリの博覧会に出品するためパリに赴き、ジャン・アドリアン・フィリップ（Jean Adrien Philippe ）と出会った。フィリップが発明した「リューズ巻き上げ、時刻合わせ」の機構に感銘を受け、意気投合した。
- 1845年5月1日 - フィリップが入社、社名を「Patek & Cie」に変更。自社初の懐中ミニッツリピーターを製作。
- 1845年5月17日 - 創業者チャペック、「Patek & Cie」から去る。その後チャペックはポーランド、フランスで時計を製造したが、1869年頃に会社を清算し、その後の消息は不明。彼の名を冠したブランドは2011年にバーゼルで復興され、2014年にヌーシャテルに移転して2015年から複雑時計の発売を開始している。

### 名声の確立
- 1849年 - アメリカのティファニーに懐中時計供給を始めた。
- 1851年1月11日 - 社名を「Patek & Cie」から「Patek & Philippe Cie」に変更。
- 1851年 - ロンドン万国博覧会に出品し、ヴィクトリア女王からのお墨付きを得て、その名声を確立した。
- 1853年 - 本社が現在地Quai General Guisanに移った。
- 1877年5月1日 - 創業者パテック死去。彼の一人息子、レオン・メシスラス・ヴィンセント・パテック（Léon Mecyslas Vincent Patek ）はビジネスに参加しなかったため、ジャン・フィリップの義理の息子であるジョセフ・アントワーヌ・ベナシー＝フィリップ（Joseph Antoine Bénassy-Philippe ）がアントニ・パテックの地位を引き継いだ。
- 1878年 - ティファニーがアメリカ製工作機械を備えた自社のジュネーブの時計ムーブメント製造工場をパテックフィリップに売却[76]（この影響で、この年代近辺では全く同じムーブメントでありながら、Tiffany製の物とPatek製の物が市場に流通している）。
- 1891年1月 - ジャン・フィリップが経営を息子のジョセフ・エミール・フィリップ（Joseph Emile Philippe ）に譲る。
- 1894年1月5日 - ジャン・フィリップ死去。

### 事業の拡大
- 1901年2月1日 - 資本金1,600,000スイスフランの株式会社となり、社名を「Ancienne Manufacture d'Horlogerie Patek Philippe et Cie S.A.」[注 7]に変更[77]。
- 1907年 - ジョセフ・エミール・フィリップ死去、その息子アドリアン・フィリップ（Adrien Philippe ）が会社の経営を引き継いだ。
- 1908年 - 現在の本社ビルが完成。
- 1921年 - 社名を「Ancienne Manufacture d'Horlogerie Patek Philippe & Cie, S.A.」に改名。

### スターン兄弟による買収
- 1929年 - 世界大恐慌の影響で経営が悪化し、文字盤製造業者のジャン・スターン (Jean Stern ) とシャルル・スターン (Charles Stern ) 兄弟が資本参加した。
- 1932年6月14日 - スターン兄弟が会社を買収。 現在の社名である「Patek Philippe S.A.」に変更。アドリアン・フィリップが経営から退き、ジャン・フィスター (Jean Pfister ) が社長に就任。ドレスウォッチの傑作Ref.96を発売、のちにカラトラバという名で高級腕時計の代名詞となる。
- 1933年1月19日 - ヘンリー・グレーブス・ジュニア (Henry Graves Jr. ) からティファニーを通じて「史上最も複雑な時計」を受注し24機能の複雑時計「ヘンリー・グレーブス・スーパーコンプリケーション（英語版）」を製作、60,000スイスフランで売却した。

### 会社の再建
- 1948年 - エレクトロニクス部門設立。
- 1949年5月15日 - ジャイロマックス・テンプの特許取得。スイス特許番号261431。
- 1951年12月31日 - ジャイロマックス・テンプの特許取得。スイス特許番号280067。
- 1956年 - 全電気式クォーツ時計を製作。
- 1958年 - ジャン・フィスターが退職、シャルル・スターンの息子で1936年以来ニューヨーク支店長だったアンリ・スターン（Henri Stern ）が社長に就任。
- 1968年 - 「エリプス」シリーズ発売。最初のモデルはRef.3548。
- 1976年 - ジェラルド・ジェンタデザインによる「ノーチラス」シリーズ発売。最初のモデルはRef.3700/1。
- 1978年 - アンリ・スターンの息子フィリップ・スターン（Philippe Stern ）が社長就任。

### 機械式時計の復興

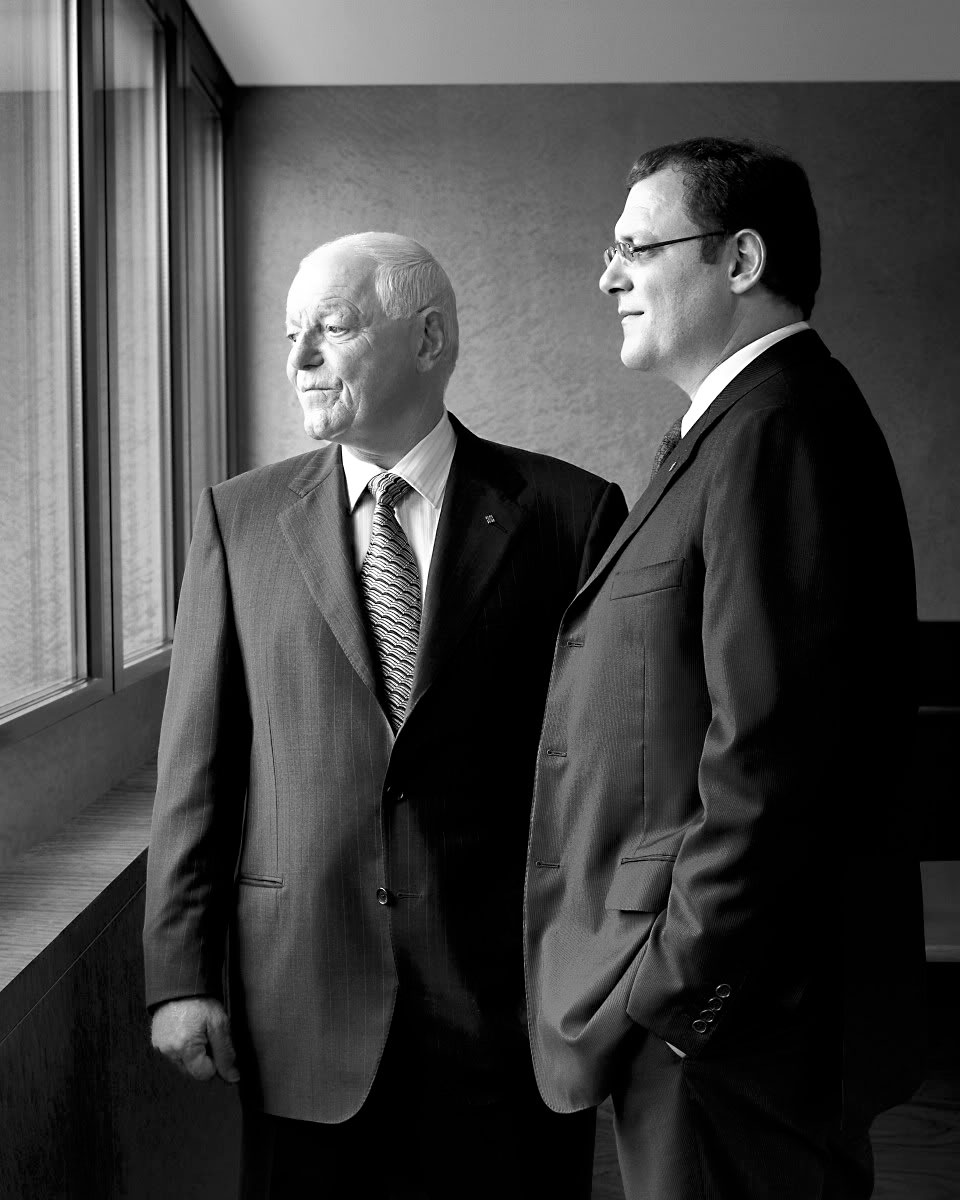
フィリップ・スターン（左）とティエリー・スターン（右）

- 1989年 - 当時史上最も複雑な時計となった「キャリバー89（英語版）」を発表。
- 1993年 - 「ゴンドーロ」シリーズ発売。最初のモデルはRef.4824。
- 1996年 - 本社をジュネーヴ州ジュネーヴから同州プラン＝レ＝ズゥアトに移転。旧本社はジュネーヴ本店となる。
- 1997年 - 「アクアノート」シリーズ発売。最初のモデルはRef.5060A。
- 1999年 - 「Twenty~4」シリーズ最初のRef.4910/10Aを発表。
- 2000年10月5日 - 西暦2000年を記念し21機能、パーツ数1118個の複雑時計「スターキャリバー2000」が発表された。ハーフハンター・ケース、ダブル・フェイス・ポケットウォッチ。ケース素材違いの4個が1セットで価格は7,500,000ドル。毎年1セットずつ5セットが製造された。
- 2001年 - ジュネーヴ州ジュネーヴに「パテック・フィリップ・ミュージアム」を開館。
- 2006年 - ジュネーヴ本店を改築し再オープン。また、シリコン・ベースの素材によるスピロマックス・ヒゲゼンマイの開発に成功。
- 2009年 - フィリップ・スターンの息子ティエリー・スターン（Thiery Stern ）が社長に就任。

## 著名なタイムピース

### カラトラバ

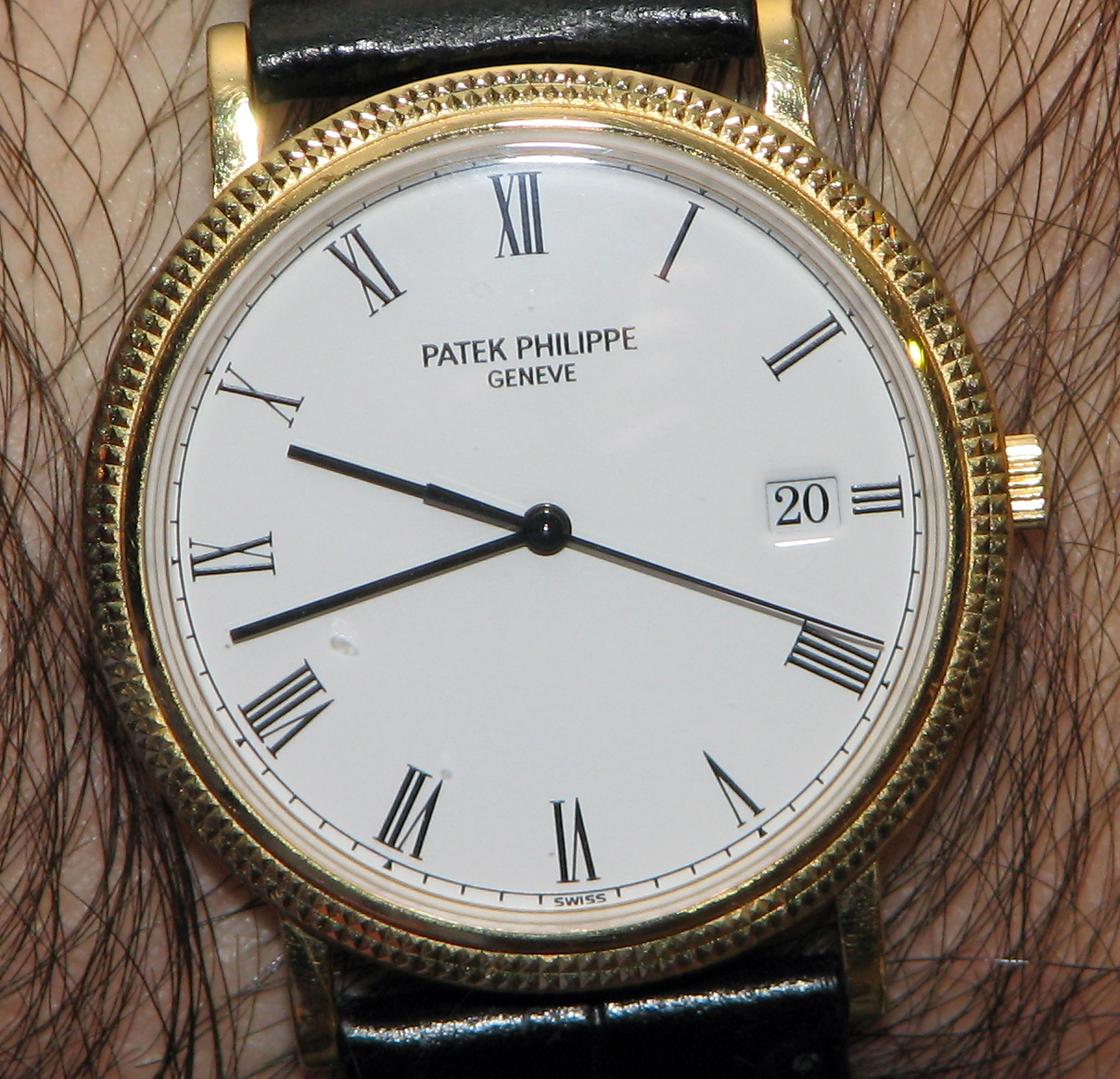
カラトラバ Ref.3944（1985〜2005年まで製造）。ローマ数字にクル・ド・パリ装飾が特徴的なこのデザインもまた、典型的なカラトラバ・スタイルの一つである。

1932年に発売されたRef.96を初代モデルとするラウンド型のシンプルなドレスウォッチ。Ref.96はデヴィッド・ペニーによるデザインで、パテック・フィリップの製品の中でも特にデザインが優れていることで著名なロングセラーである。バウハウスのシンプルなデザイン哲学に基づいて文字盤やケースなどはデザインされており、一体型になったラグと薄くフラットなベゼルに、立体的なバーインデックスとドフィーヌ針、そしてスモールセコンドを配したそのシンプルな3針モデルのスタイルは、ラウンド型腕時計の模範となった。Ref.ナンバーから日本では「クンロク」「キュウロク」の愛称で呼ばれている。キャリバーは時代に応じてCal.12、Cal.12-120、Cal.12-400、Cal.27-AM400などが使用されている。一般には1967年まで生産されたことになっているが、現在では、製造番号から1971年頃までは生産されていたことが判明している。ケース径32mm。初代Ref.96が販売中止された後もCal.215をφ31mmケースに入れたRef.3796、1995年発売でCal.215をφ33mmケースに入れたRef.5096、2004年バーゼルフェアで発表されCal.215をφ37mmケースに入れたRef.5196など96のデザインを引き継いだ時計が販売され続けている。
なお、「カラトラバ」（Calatrava ）という名称は、かつて社内でのみ使っていたもので、同社のエンブレムに由来したネーミングであるが、その称号を外に出すようになったのは1980年代のことである。この時期からラウンド型のシンプルな2針や3針シリーズの時計が「カラトラバ」と呼ばれるようになり、その後、以前のモデルでも、ラウンド型でシンプルな時計は全て「カラトラバ」と呼ばれるようになった。そのため、Ref.96の時代から存在したブレゲ数字を備えたモデルや、Ref.96生産終了後に登場したローマ数字にクル・ド・パリ装飾が施されたモデルなども、今では典型的なカラトラバ・スタイルと見なされている。1990年代初頭にはアラビア数字のRef.5000Gが登場し、その系譜に連なる2020年代のRef.6007はモダンでグラフィックな新しいスタイルで、カラトラバ・コレクションをさらに充実させた。
歴代カラトラバのなかでもアイコニックなモデルとして、1950年代に製造されたRef.2526があり、強い日差しにも焼けないようエナメル製文字盤を使用していることから、カメラの熱帯仕様にちなんで「トロピカル」と俗称されており、オールドパテックの名品の一つとされている。2024年4月には1952年製のRef.2526がサザビーズ・オークションにて5,715,000香港ドル（約1億1100万円）で落札された。
また一部のカラトラバとその他一部のコンプリケーションモデルには、シースルーバックの裏面が開閉式の蓋で覆い隠されているタイプのケースが採用されており、他社ではほとんど見られない珍しい機構となっている。これは「ハンターケース」と呼ばれ、狩猟時の激しい衝撃でも風防が割れないように生み出された懐中時計のスタイルであり、同社ではオーナーのみが美しいムーブメントとケースの細かな仕上げを堪能できる隠れた装飾として根強い人気がある。

### ゴールデン・エリプス

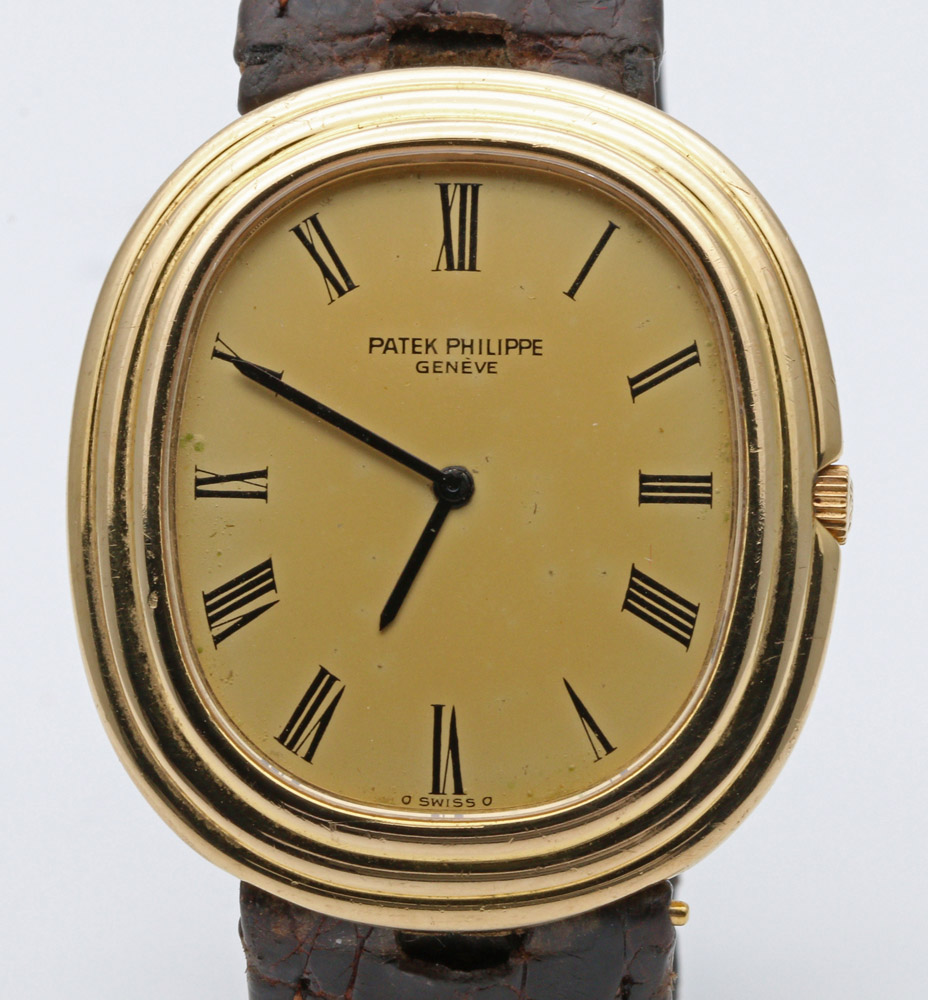
段付きベゼルが特徴的な、エリプス Ref.3634（1971〜1980年代前半まで製造）

1968年に登場した楕円形ケースのドレスウォッチ。一部の愛好家から熱狂的に支持されているコレクションの一つであり、その名称は「黄金の楕円」（Golden Ellipse ）を意味し、ケースの縦横の比率が黄金比として知られる《神聖な比率》に基づいていることに由来する。初期は単に「エリプス」（Ellipse ）と呼称されていた。当時は既に考えられうる全ての幾何学的図形がケースとして採用されており、時計デザイナーに想像の余地はないように思われていたため、この時計の登場は驚きを持って迎えられた。そしてケース加工に制約のあった1960年代後半では、この独特な形状のケースの量産は不可能と見なされていたため、量産化に成功したパテック・フィリップはその高い技術力を証明することになった。
丸みを帯びた長方形ではなくより円に近いケースデザインを持つRef.3598や、段付きベゼルを持つRef.3634など、過去には様々なバリエーションが存在した。1980年代には、丸みを帯びた長方形のケースデザインに、ケースと一体型のブレスレットを備えた、ラグジュアリースポーツウォッチのRef.3770も登場しており、ゴールデン・エリプスと後述のノーチラスを組み合わせたようなデザインであることから、「ノーテリプス」（Nautellipse ）と俗称されている。

### ノーチラス

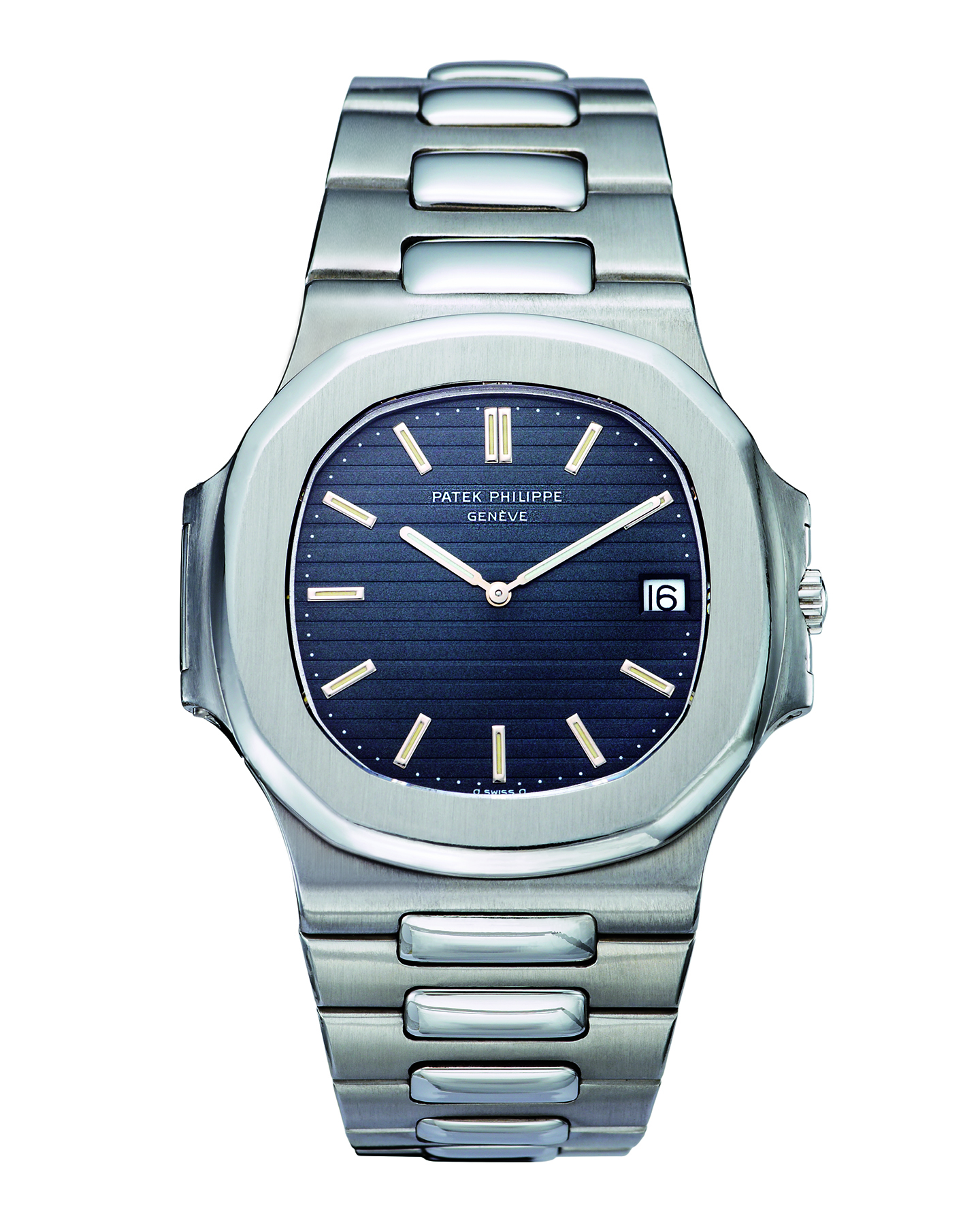
初代ノーチラス Ref.3700/1A

1976年に登場したラグジュアリースポーツウォッチ。1972年にジェラルド・ジェンタによってデザイン・考案され、1975年にプロトタイプが完成した。「ノーチラス」（Nautilus ）という名称はラテン語でオウムガイを意味し、数々の伝説的な潜水艦に名付けられてきた有名な愛称でもある（ノーティラス参照）。オーデマ・ピゲのロイヤルオーク（1972年）やジラール・ペルゴのロレアート（1975年）とともにラグジュアリースポーツウォッチのパイオニアとされ、特徴的な舷窓型のケースにケースと一体化したラグ、ステンレススチール製であるにもかかわらずゴールド製の時計よりも高価な腕時計として登場した。発売した当初はすぐに市場に受け入れられることは無かったが、徐々に受け入れられ、現在では同社を代表する最も重要で有名なモデルの一つとなった。1976年から1982年まで製造された初代のRef.3700/1Aは、後継モデルと区別するために「ジャンボ」の相性で親しまれている。

### アクアノート
1997年に登場したラグジュアリースポーツウォッチ。その名称は、24時間以上にわたって海中で作業を行う潜水士（Aquanaut ）を意味する。ノーチラスからのインスピレーションである丸みを帯びた八角形のベゼルと、ブランド初となる防水性や牽引耐性、紫外線耐性に優れたコンポジット素材のラバーストラップ「トロピカルバンド」を特徴としている。文字盤はアラビア数字に太いバトン型のインデックスと針、そして立体的なエンボス加工で仕上げてあり、視認性が高く瞬時に時間を読み取れるようになっている。ノーチラスと同様に12気圧防水であり、ベゼルとミドルケースをひとつにまとめ、ねじ込み式の裏蓋でその名に恥じぬ高い防水性を確保している。初代モデルのRef.5060は1年足らずで販売終了されたため、希少価値が高い。

### 個別モデル

#### No.46'139

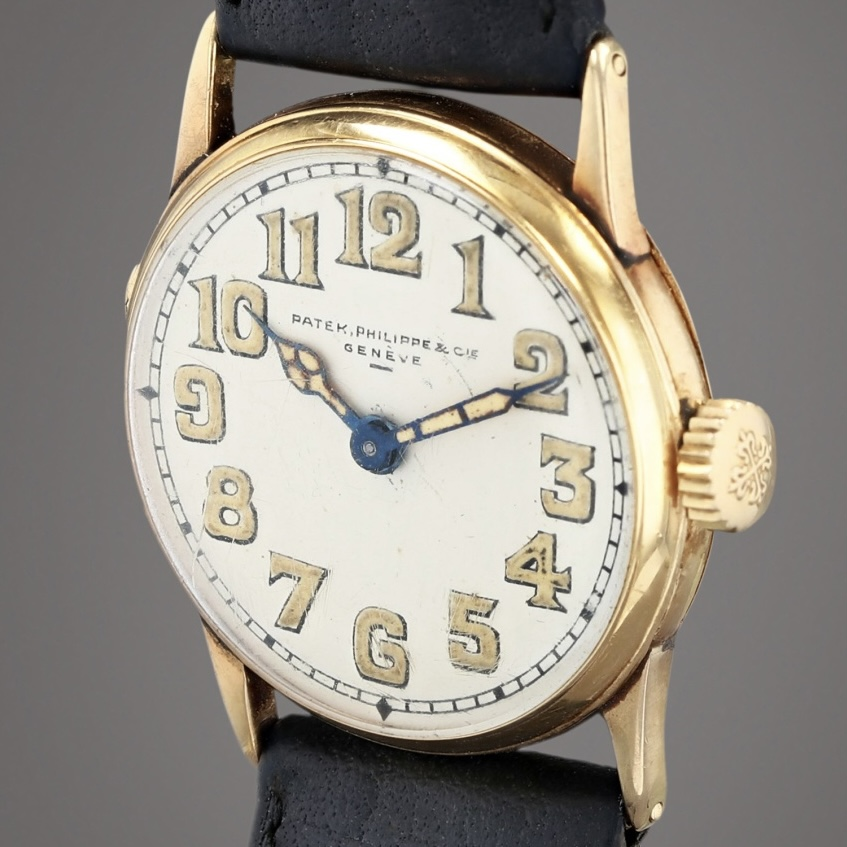
No.46'139（時計師の娘）

大きなアラビア数字のインデックスとコブラ針の文字盤が特徴的なNo.46'139は、通称「時計師の娘」（Watchmaker’s Daughter ）として知られており、同社で最も重要な作品の一つである。この時計は、創業者の1人であるジャン・アドリアン・フィリップが所有していた時計で、創業者による所有が確認されている現存唯一の時計である。ジャンが発明したリューズ巻き上げ機構を備えたペンダントウォッチとして1875年に個人的に製造され（そのため製作台帳には記録されていない）、1920年頃に腕時計に改造、同時に文字盤が現在残る当時の現代的なデザインのものに変えられた。ムーブメントとケースの大部分は製造当時のままである。
1875年は最愛の娘ルイーズがジョセフ・アントワーヌ・ベナシー（のちに婿養子となりフィリップ姓に改姓）と結婚した年であることから、この時計はジャンから娘ルイーズへの結婚祝いとして贈られたものと考えられている。このジョセフとルイーズの結婚は、パテック・フィリップ創業期の後継者問題を助ける重要なイベントであった。また、文字盤が変えられ腕時計に改造された1920年頃は、ジョセフの孫レオンがパテック・フィリップで時計師として働いていた時代であり、彼がこの時計の改造に関与したと推測されている。レオンは同社で時計師として働いた最後の創業者一族であった。彼らの子孫によって代々所有されていたこの時計は、2023年にサザビーズでオークションにかけられ、匿名の人物によって落札された。

#### Ref.130
1934年に発表されたシンプルな2レジスタークロノグラフ。直径33mm。キャリバーはCal.13。

#### Ref.1450
21×35mmの角形時計。帽子をかぶったような特徴的なケース形状から「トップハット」と俗称される。キャリバーはCal.9-90。

#### Ref.1518

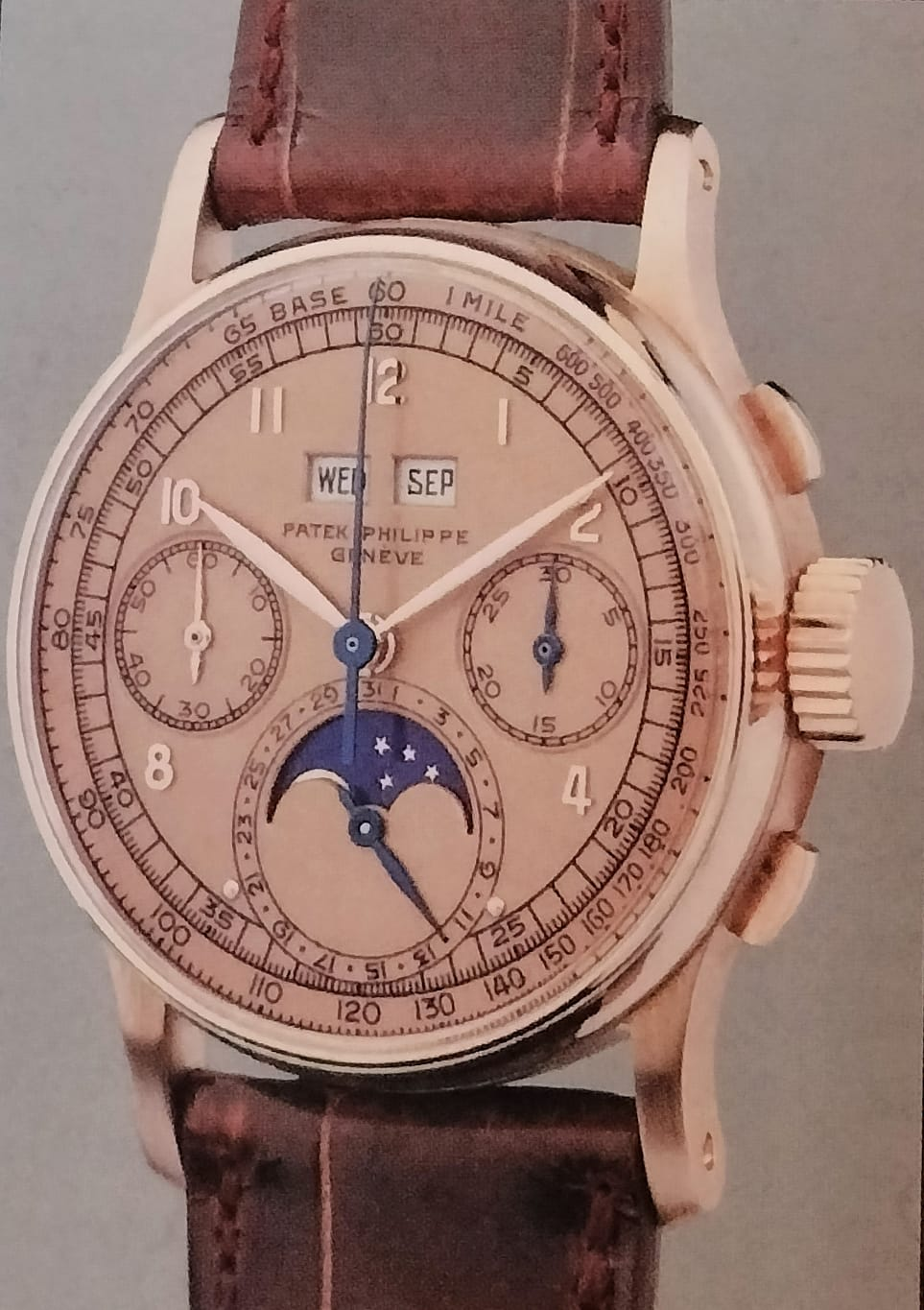
Ref.1518

世界初の量産型永久カレンダー搭載クロノグラフであり、ムーンフェイズ機能も持つφ35mmの複雑時計。キャリバーは13Q。1941年から1954年までに281個が製造された。オールドパテックの中でも"聖杯"中の"聖杯"と表現されるほどの名品と考えられており、2016年11月16日のフィリップス・オークションにて、ステンレススチール製の個体が1100万2000スイスフラン（約12億1000万円）で落札されている。

#### Ref.1527
Ref.1518に似ているが、ラグが長く曲がり、右側面がほんの少しではあるがリューズガード様になっているワンオフ品である。2010年5月11日のクリスティーズオークションで約626万スイスフラン（約5億2200万円）で落札された。

#### Ref.1526
Ref.1518からクロノグラフを省略したモデル。キャリバーはCal.12-120Q。1942年から1952年までに210個が製造された。

#### Ref.1593
22×32mmの角形時計。「フレアード」と俗称される。キャリバーはCal.9-90。

#### Ref.2499

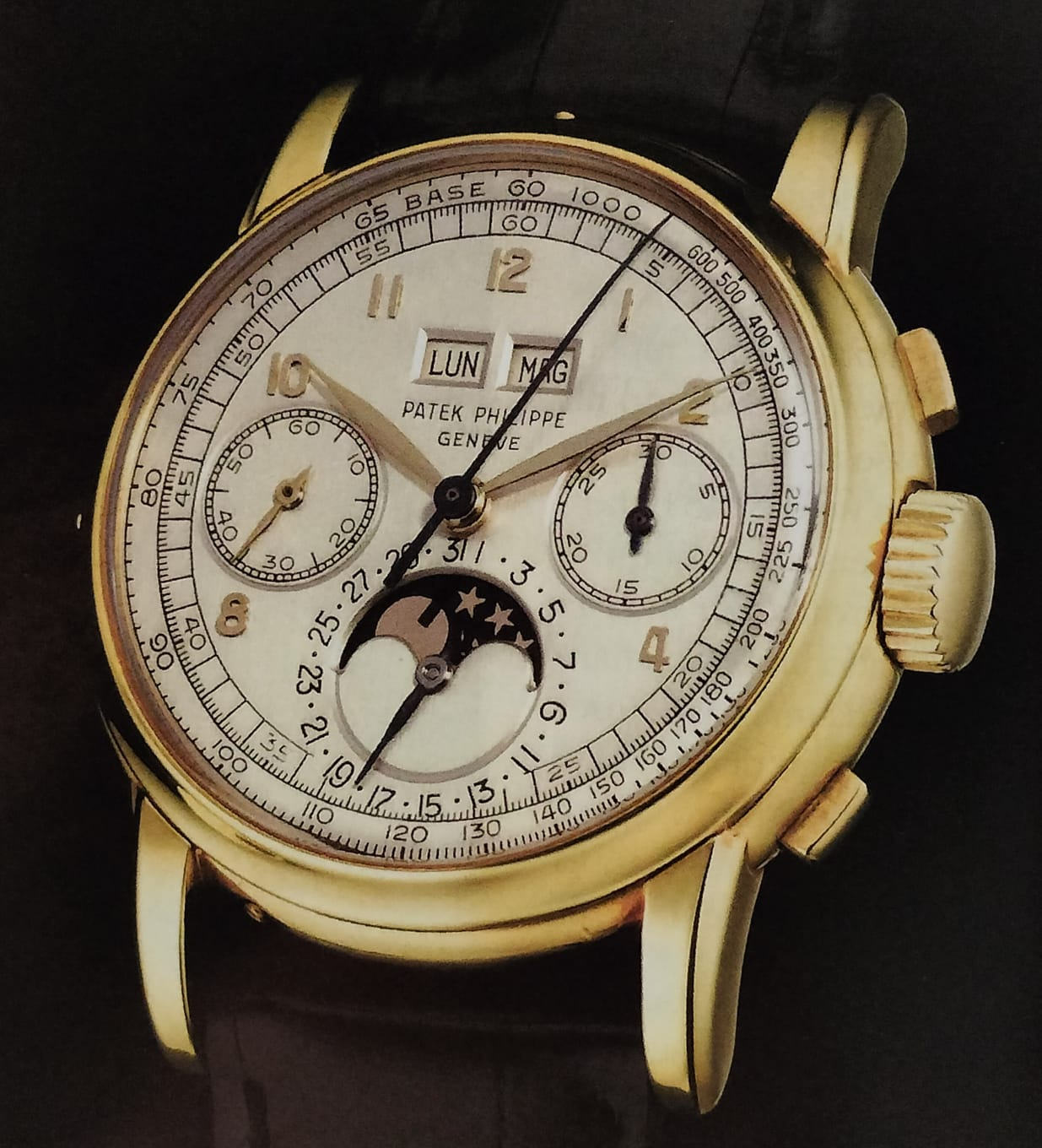
Ref.2499

Ref.1518の後継で、ケースデザインが近代化された。φ38mm。派生型を含め1950年から1985年までに349製造された。1960年にクロノグラフのプッシュボタンが角型から丸型に変更された。1978年以降はサファイアクリスタルに変更されたRef.2499/100である。特殊な派生型としてインテグラルケースに収められたRef.2499/101が4個以下存在する。

#### キャリバー89

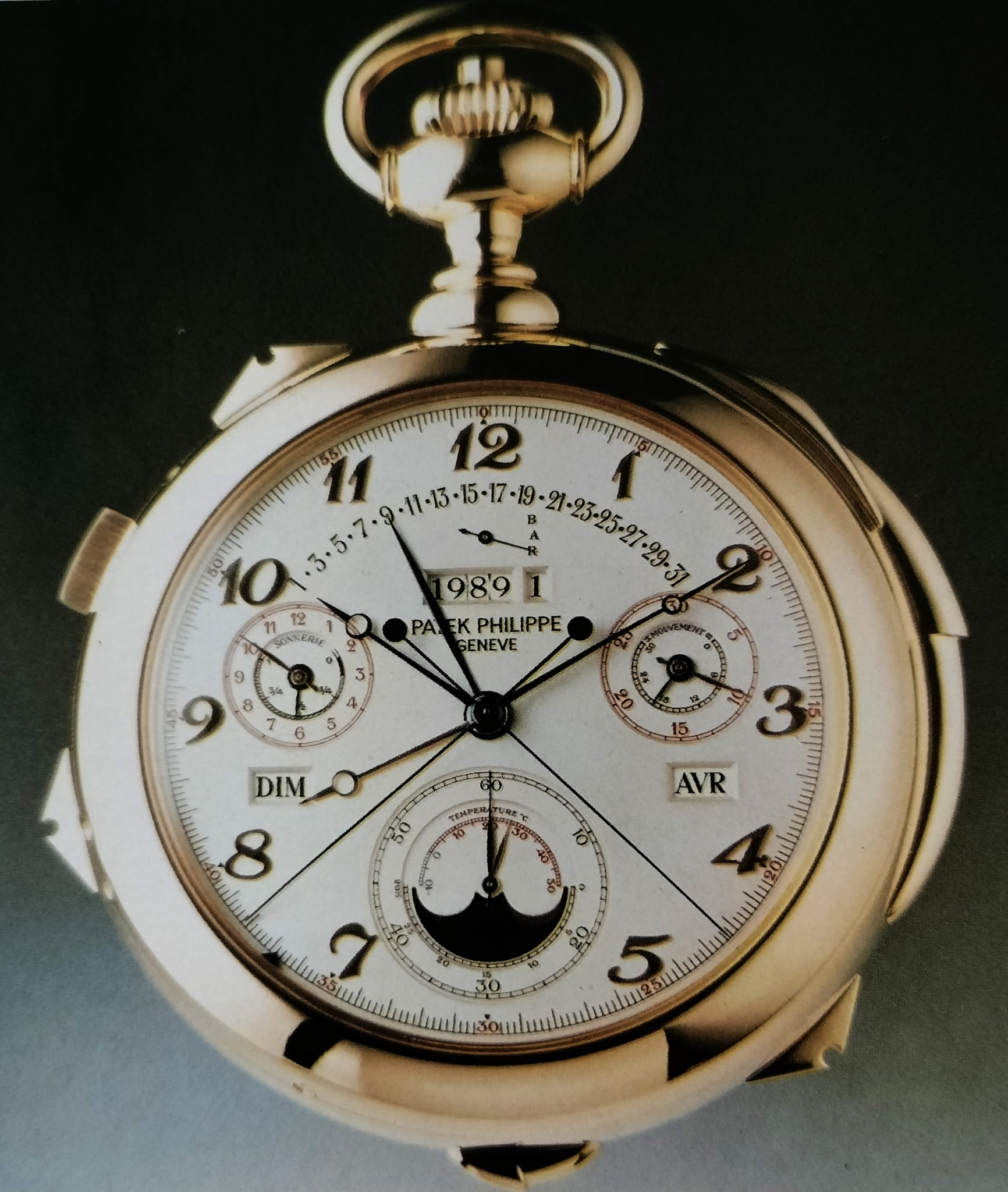
キャリバー89

創業150周年を記念して製作された、ミニッツリピーター、グラン・ソヌリ、プチ・ソヌリ、セキュラー・カレンダー、スプリットセコンドクロノグラフ、均時差表示、恒星時、日没・日の出表示、季節表示、分点・至点表示、黄道帯表示、復活祭表示(570万年に1日の誤差)など33の複雑機能を搭載した懐中時計のスーパーコンプリケーションモデル。
基本計算、基本設計は1980年に開始され、作動する試作品は1988年7月、製品は1989年4月に完成した。同社が1933年に打ち立てた記録を自ら塗り替え、当時世界で最も複雑な時計となった。直径88.2mm、ガラスを除いた厚み36.55mm、ガラスを含んだ厚み44.07mm、ケースのみの重量500g、総重量1,100g。1278個のパーツが洋銀製プレート3枚に4層になって組まれている。126石。ガラス、ディスクはサファイア・クリスタル製。文字盤は14金に銀蒸着が施してある。
18金イエローゴールドケースに収められた試作品の他18金イエローゴールド、18金ローズゴールド、18金ホワイトゴールド、プラチナのケース素材違いで4個が製作され、1989年4月9日のアンティコルム・オークションにイエローゴールドモデルが出品されて450万スイスフランで落札された。2004年4月のアンティコルム・オークションにも出品され、660万スイスフランで落札されている。試作品はパテック・フィリップミュージアムにある。

#### グランドマスター・チャイム Ref.5175 / Ref.6300
2014年10月、創業175周年の記念モデルとしてRef.5175を発表。リヴァーシブル・ケースにチャイムによるソヌリ・リピータ・アラーム、永久カレンダーなど20の複雑機構を搭載、当時腕時計として最も複雑とされたスーパーコンプリケーションモデル。開発期間に7年を要し、7個のみ限定製作、うち6個を愛好家・コレクター向けに販売、1個はパテック・フィリップ・ミュージアムに所蔵。
2016年3月、同製品をRef.6300として定番化、バゲットカットのダイヤモンド、サファイア、エメラルドをベゼルとラグに配した宝飾モデルも追加展開。搭載するCal.300 GS AL 36‑750 QIS FUS IRMの主要機能はグランドソヌリ・プティットソヌリ、クラシック・ゴング・ミニット・リピーター、チャイム・モード表示、 チャイム・アラーム、アラームON/OFF表示、デイトリピーター、ムーブメントとチャイムのパワーリザーブ表示、チャイム機構隔離表示、第2タイムゾーン・昼夜表示、瞬時日送式永久カレンダー、曜日・日付・月・閏年表示、西暦4桁デジタル表示、ムーンフェイズ、24時間時・分サブダイヤル、リュウズ位置表示。パーツ数：1,366個、石数：108石。ケース径：47.7 mm、ケース厚：16.07㎜。2019年11月、ジュネーヴのオークションのために特別に製作された、ステンレススチール・ケース、ゴールデン・オパーリン、エボニーブラックの文字盤が特徴的なRef.6300A-010が3100万スイスフラン（約34億円）で落札された。

## オークション

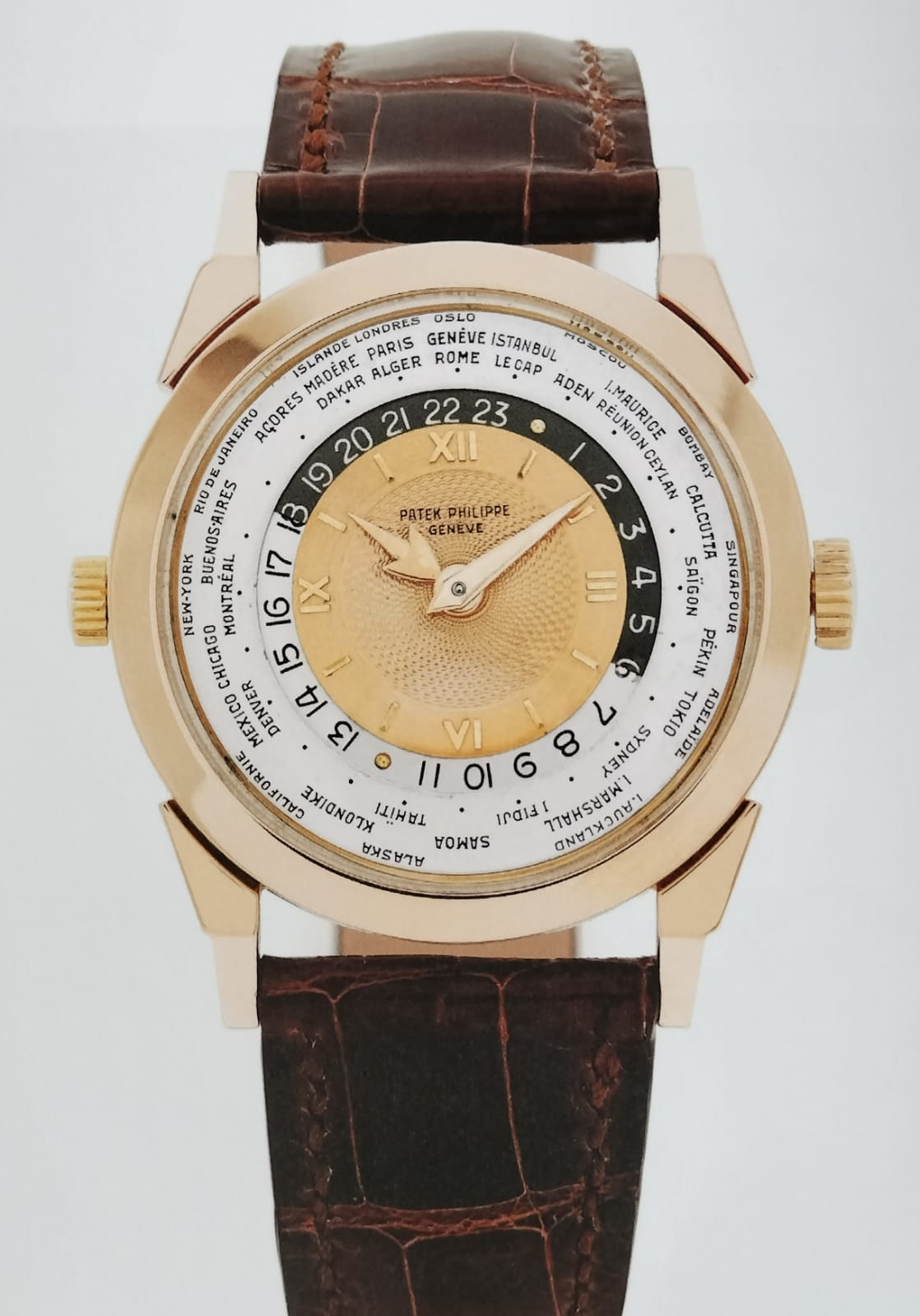
41都市のリング、そして美しいギヨシェ彫りの文字盤などが特徴的な、ワールドタイム機構搭載のRef.2523（1950〜1960年代に製造）。2019年、ギヨシェ文字盤の代わりにブルーのエナメル文字盤を備えた1953年製のRef.2523ゴッビ・ミラノ"ウール・ユニヴェルセル"が896万7000ドル（約9億7500万円）で落札された。

パテック・フィリップは、オークションにおいて最も高額取引されている時計メーカーである。例えば、2021年に100万ドル（2021年の平均為替で約1億1000万円）以上で落札された50本を超える時計のうち約半分をパテック・フィリップが占めていた。2022年12月時点で、その月までに150万ドル以上で落札されたパテック・フィリップの時計は114本にも及び、2番目に多いロレックスの22本をはるかに上回っている（このページを参照）。
同社のタイムピースは、時計の史上最高落札額も幾度となく更新しており、直近では、前項でも述べたとおり2019年に、当時新しく製作された特別モデルの腕時計「グランドマスター・チャイム Ref.6300A-010」が時計オークションとして史上最高額の3100万スイスフラン（約34億円）で落札され、2025年現在でもその記録を保持している。懐中時計の史上最高落札額もパテック・フィリップであり、2014年11月に1933年製の「ヘンリー・グレーブス・スーパーコンプリケーション」が2400万ドル（約28億円）という記録を残している。なお、100万ドル以上で落札された最初の時計もパテック・フィリップである。

## 著名な顧客

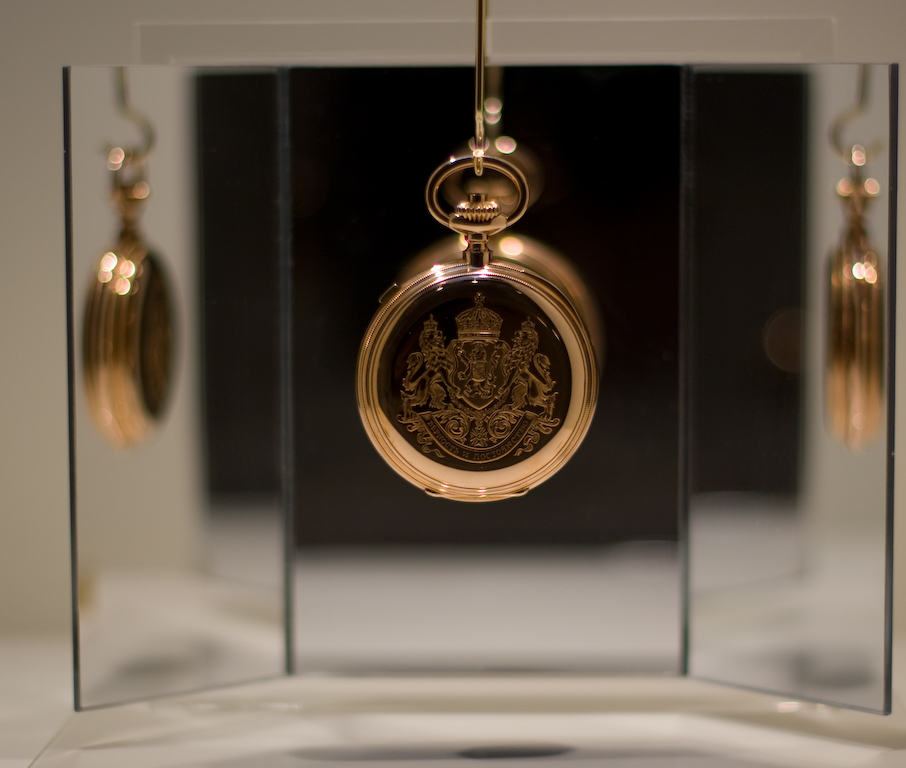
ブルガリアのフェルディナント公が1898年に購入した懐中時計

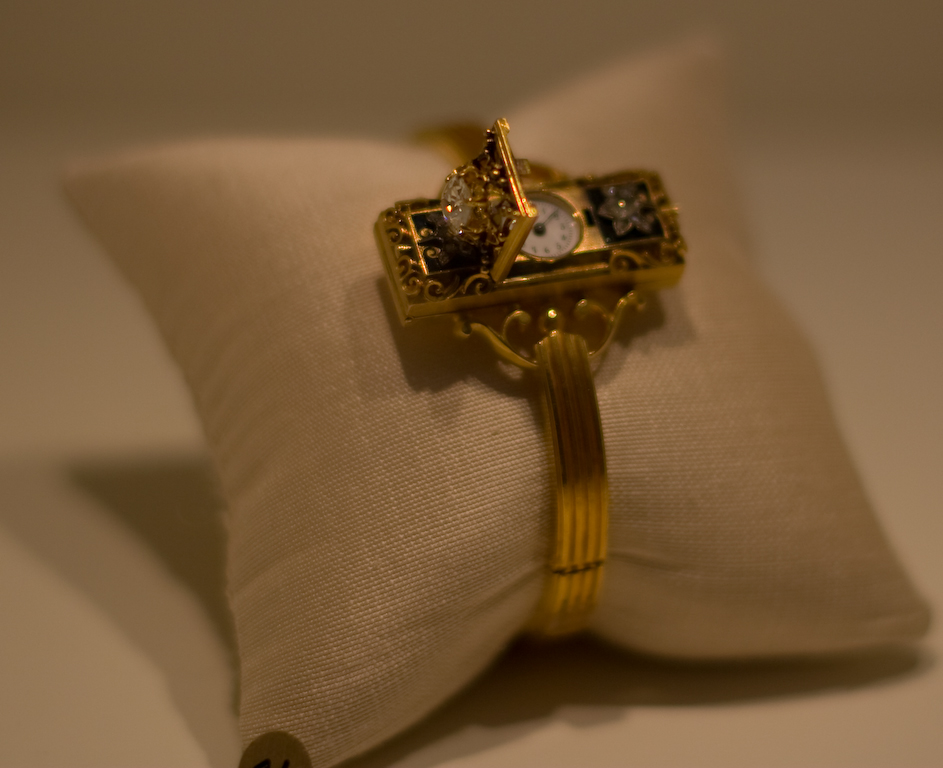
1868年にハンガリーのコスコヴィッチ（Koscowicz ）伯爵夫人のために製作された、スイス初の腕時計。実存する最古の腕時計であることから、この時計は「世界初の腕時計」としてギネス世界記録に認定されている。

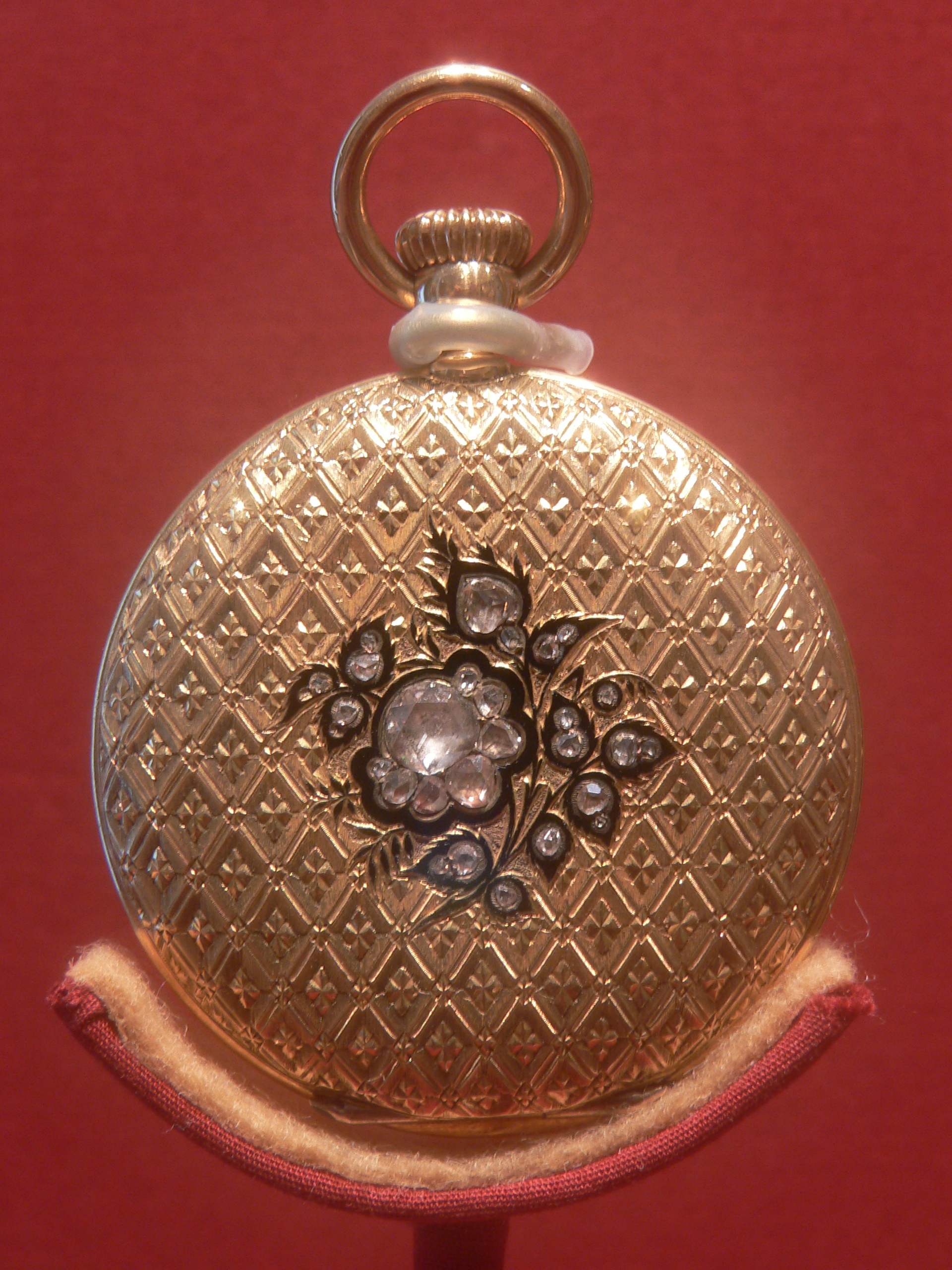
のちにスタンフォード大学創立者となる実業家のリーランド・スタンフォードが1868年に妻ジェーンに贈った懐中時計

パテック・フィリップは社会の最高階層を顧客としており、同社の最初の顧客は創業者の出自でもあるポーランド貴族たちであった。同社は製作記念台帳に全ての購入者を記録しており、700冊を超えるとも言われるそのデータはジュネーヴの「パテック・フィリップ・ミュージアム」に収蔵されている。以下に顧客の一部を列挙する。
- ヴィクトリア（イギリス女王）[79][102]

1851年のロンドン万国博覧会でリューズ巻上げ・時刻合わせ式の18金ペンダントウォッチを購入したことをきっかけに、世界中の王侯貴族からの注文が相次ぎ、パテック・フィリップの名声が一躍広まった。1868年には、王立裁判所への時計のサプライヤーとして、ヴィクトリア女王からパテック・フィリップに「ロイヤル・ワラント」が授与された。
- アルバート（ザクセン公）[104]

1851年のロンドン万国博覧会でヴィクトリア女王によって購入され、アルバート王子に贈られた。デテント脱進機を備えた懐中クォーター・リピーターである。
- エリザベス2世（イギリス女王）[101]

ダイヤモンドが散りばめられたケースに、何連ものパールでできたユニークなブレスレットが取り付けられた特別なエリプス Ref.4975/1Gと、ベゼルにダイアモンドがセットされたゴールデン・エリプス Ref.3609/1、そして珍しい20mmケースのクォーツ・レディ・カラトラバを所有し、公務でしばしば着用していた。
- チャールズ3世（イギリス王）[107]

カラトラバ Ref.2551 “ディスコ・ヴォランテ”を所有し、長らく彼のお気に入りの時計であった。
- ダイアナ（ウェールズ公妃）[101]

20歳の誕生日にチャールズ王子からプレゼントされたカラトラバ Ref.3618を結婚初期は頻繁に着用していた。1983年、チャールズが出場するポロの試合で彼のカラトラバと自身のカラトラバを2本左手に着用しているダイアナの姿が写真に残されており、これは試合中に彼に幸運をもたらすために彼の時計を身につけたと言われている。
- グレース・ケリー（モナコ公妃）[109][110]

バロックパールの下にダイヤルが隠されたジルベール・アルベールのデザインによるネックレスタイプの時計を所有していた。
- アントワーヌ・ドルレアン（モンパンシエ公）[111]

レトログラード日付表示付永久カレンダーを搭載し、ケースに自身の紋章が刻まれた懐中時計を1865年に購入した。
- フランツ・ヨーゼフ1世（オーストリア皇帝）[112]

ケースに自身の紋章が刻まれた懐中時計を1901年に購入した。
- エリーザベト（オーストリア皇后）[79]
- ヴィットーリオ・エマヌエーレ2世（イタリア王）[104]

ケースに自身のモノグラムが七宝で描かれた懐中時計を1874年に購入した。
- ウンベルト1世（イタリア王）[113]

ケースにダイヤモンドであしらわれた自身の紋章が刻まれている懐中時計を1890年に購入した。
- ヴィルヘルム1世（ドイツ皇帝）[102]
- ニコライ2世（ロシア皇帝）[115]
- エカチェリーナ・ミハイロヴナ・ドルゴルーコヴァ（ユーリエフスカヤ公女）[101]

ケースに七宝による自身のイニシャル、内蓋に夫であるロシア皇帝アレクサンドル2世の私服姿の肖像画が描かれた懐中リピーターを1909年に購入した。
- オスカル2世（スウェーデン王）[116]

ケースにダイアモンドであしらわれた自身のイニシャルが刻まれ、ブルーの七宝でケース全面が塗られた、ハーフハンターケースの懐中時計を1885年に購入した。
- クリスチャン9世（デンマーク王）[117]

妻のルイーゼ王妃が1867年に購入し、結婚25周年記念としてクリスチャン9世に贈った。ケースにダイアモンドであしらわれたルイーズのイニシャル、内蓋にルイーズの肖像画が描かれた懐中時計である。
- フィリップ・ド・ベルジック（ベルギー王子）[105]

永久カレンダーを搭載し、ケースに自身のイニシャル、内蓋に妻マリア妃の肖像画が描かれたハーフハンターケースの懐中時計を1868年に購入した。
- ミハイ1世（ルーマニア王）[118]

永久カレンダー・クロノグラフのRef.1518を着用している姿が写真に残されている。
- フェルディナント（ブルガリア王）[105]

クロノグラフを搭載し、ケースの前面に自身の紋章とモットー、後面に自身のイニシャルが刻まれたハンターケースの懐中時計を1898年に購入した。
- アレクサンダル1世（ユーゴスラビア王）[119]

ダイアモンドとエメラルドで装飾され、ケースには自身のモノグラムが刻まれた、珍しいスクエアケースの懐中時計を1928年に購入した。
- ラーマ5世（シャム王）[101]

1897年のジュネーヴ滞在中に、パテック・フィリップの時計を贈呈用含め56個購入した。
- フサイン・カーミル（エジプト君主）[101]

ケースに王冠とトゥグラが刻まれ、両面に2つのダイヤルを備えた、珍しいダブルハンターケースの懐中時計を1898年に購入した。
- ファールーク1世（エジプト王）[120]

イエローゴールドケースの永久カレンダー・クロノグラフ Ref.1518を1944年に購入した。
- カーブース・ビン・サイード（オマーン王）[121][122]

ノーチラス Ref.3700やレクタンギュラーケースのジュエリーウォッチであるRef.3506/2など、複数の時計を特別注文した。これらの時計のダイアルにはオマーンの国章が描かれている。
- 愛新覚羅溥儀（清国皇帝）[123]

コンプリートカレンダー・ムーンフェイズのカラトラバ Ref.96 “カンティエーム・ルナ”を先祖から受け継いで所有していた。
- 徳川昭武（大名）[75]

日本人初のパテック・フィリップの顧客。1867年にイエローゴールドの懐中時計2点、ローズゴールド製1点を購入した。
- 嘉仁（天皇）[75]
- 裕仁（天皇）[75][125]
- ピウス9世（ローマ教皇）[101]

ケースに教皇の紋章と両側に月桂樹が七宝で描かれた、18金懐中クォーター・リピーターを1867年に購入した。教皇は他にも複数のパテック・フィリップを所有していた。
- レオ13世（ローマ教皇）[126]

1901年、ローマ教皇になった記念にシルバーとローズゴールドの懐中時計を贈呈された。
- テンジン・ギャツォ（ダライ・ラマ）[127]

1943年に永久カレンダー、ミニット・リピーター、スプリットセコンドクロノグラフ、ムーンフェイズを搭載した懐中時計 Ref.658をフランクリン・ルーズベルト大統領から贈られた。
- アルベルト・アインシュタイン（物理学者）[102]

1915年に懐中時計を購入した。
- マリー・キュリー（物理学者）[128]

1895年頃にジュネーヴ芸術協会から美しい花園の風景がケース全面に描かれたペンダントウォッチを授与された。
- ニールス・ボーア（物理学者）[130]
- フランツ・リスト（作曲家）[131]

1845年に懐中時計を購入した。
- リヒャルト・ワーグナー（作曲家）[79][102]
- ピョートル・チャイコフスキー（作曲家）[79][102]

1877年にルイ15世スタイルの懐中クォーター・リピーターを購入した。
- ヴィルヘルム・フルトヴェングラー（指揮者）[102]
- パブロ・ピカソ（画家）[118]

永久カレンダー・ムーンフェイズのRef.2497を着用している姿が写真に残されている。
- アンディ・ウォーホル（画家）[128]

カラトラバ Ref.2526 “トロピカル”や永久カレンダー・ムーンフェイズのRef.3448を所有していた。
- レフ・トルストイ（作家）[79][102]

1853年に懐中時計を購入した。
- ジグムント・クラシンスキ（作家）[135]
- シャーロット・ブロンテ（作家）[115]

1845年に懐中時計を購入した。
- ラドヤード・キップリング（作家）[136]
- 柴田錬三郎（作家）[137]

「スイス時計の至宝といわれるパテック・フィリップの時計をつければ、贅沢とは何なのかがわかるはずだ」（要約）と述べたと伝えられている。
- ヨシフ・スターリン（政治家）[130]
- ミハイル・ゴルバチョフ（政治家）[130]
- ジョン・F・ケネディ（政治家）[138]

1963年に西ベルリンの市長からワシントンD.C.、モスクワ、ベルリンの時刻を表示するトリプルタイムゾーンのデスククロックを贈られた。
- リンドン・ジョンソン（政治家）[139]

黄金律が英語で文字盤に書かれているイエローゴールドのカラトラバ Ref.2526 “トロピカル”を所有していた。
- ヨシップ・ブロズ・チトー（政治家）[140]

複数のパテック・フィリップの時計を注文しており、そのうちの一つは1956年に購入されたローズゴールドのカラトラバ Ref.570で、ケースバックに自身の署名が刻まれている。
- ムアンマル・アル＝カッザーフィー（政治家）[141]

1979年製のホワイトゴールドケースに淡いグリーンのダイヤルを備えたエリプス Ref.3589/1を所有していた。
- ネルソン・マンデラ（政治家）[142]

クル・ド・パリ装飾のベゼルにローマンインデックスのカラトラバを毎日身につけており、旅行先に関係なく常に南アフリカの時間に設定していた。
- ジョージ・パットン（軍人）[138]

1909年に陸軍士官学校を卒業した際、両親からスプリットセコンドクロノグラフとファイブミニット・リピーターを搭載した懐中時計を贈られた。
- ジェイ・グールド（実業家）[144]
- ジェームズ・ウォード・パッカード（英語版）（実業家）[145]

1916年の16の複雑機構を搭載した懐中時計、1923年の永久カレンダーを搭載し8日間のパワーリザーブを備えたテーブルクロック、1927年の10の複雑機構を搭載し両面に天文表示機能を持った懐中時計など、複数の時計を所有した。銀行家のヘンリー・グレーブス・ジュニアと最も複雑で高価な時計を手に入れるためにパテック・フィリップへの注文を競い合ったとされているが、近年になってこの両者の関係は創作であった可能性が浮上している。
- ウィリアム・ボーイング（実業家）[149]

イエローゴールドのシングルボタン・スプリットセコンドクロノグラフ Ref.130を所有していた。ダイヤルの外周にタキメーターがない珍しいタイプのクロノグラフで、これは、ボーイングが著名な馬のブリーダーでもあったため、距離ではなく、タイムを測るためにこの時計を使用していたためと推測されている。
- ジャック・ダニエル（実業家）[138]
- 白洲次郎（実業家）[150]

自身のパテック・フィリップの時計を示して「これは世界中の時計が目指している本物中の本物だ」と述べたと伝えられている。
- ジャンニ・アニェッリ（実業家）[8]

ワールドタイムのRef.1415をシャツの袖口の上に着けているのが彼のアイコンとなっていた。
- ジャック・ウェルチ（実業家）[128]

クル・ド・パリ装飾のベゼルにローマンインデックスのカラトラバを着用している姿が数多く写真に残されている。
- ヘンリー・グレーブス・ジュニア（英語版）（銀行家）[145]

実業家のパッカードと複雑時計の注文を競い合ったと伝説的に語られているグレーブスは、1933年に24の複雑機構を搭載した当時の史上最も複雑な時計を購入した。この懐中時計は「ヘンリー・グレーブス・スーパーコンプリケーション」として広く知られている。
- ウォルト・ディズニー（アニメーター）[79][102]
- カール・ラガーフェルド（ファッションデザイナー）[153]

1920年代に製造されたレクタンギュラーケースにビザン数字風インデックスを備えるアール・デコスタイルのゴンドーロを着用している姿が写真に残されている。
- アメリア・イアハート（飛行士）[154]

トノーケースのシングルボタン・スプリットセコンドクロノグラフを所有していた。この時計は1929年に実業家のハリー・ゴードン・セルフリッジによって注文され、レーサーのヘンリー・シーグレーブに贈られたのち、シーグレーブの死後イアハートの手に渡った。
- ジョー・ディマジオ（野球選手）[128]

1948年に自身が所属するニューヨーク・ヤンキースのオーナーからクロノグラフのRef.130Jを贈られた。
- シュガー・レイ・ロビンソン（プロボクサー）[118]

1957年にピンクゴールドの永久カレンダー・クロノグラフ Ref.1518を購入した。
- クラーク・ゲーブル（俳優）[102]

プライベートとスクリーン内でしばしば同じ時計を着けていたゲーブルは、永久カレンダーとムーンフェイズを搭載したRef.1526を所有し、彼の主演映画『一攫千金を夢みる男』（1955年）にもわずかながら登場している。
- エリザベス・テイラー（女優）[157]

愛人関係にあった俳優のリチャード・バートンから贈られた、ケースバックにウェールズ語で「W'I'N DYGARU DI」（英: I Love You）と書かれているカラトラバ Ref.3445や、ベゼルにダイヤモンドがセットされたノーチラス Ref.4700/4を所有していた。
- エラ・フィッツジェラルド（歌手）[159]

レクタンギュラーケースのジュエリーウォッチ Ref.3363を所有していたほか、1958年には自身のアルバムで指揮者を務めたポール・ウェストンにカラトラバ Ref.2452を贈っている。
- デューク・エリントン（ミュージシャン）[130]

スプリットセコンドクロノグラフのRef.1563を所有していた。
- ディジー・ガレスピー（ミュージシャン）[161]

イエローゴールドのクロノグラフ Ref.1463を着用して演奏している姿が写真に残されている。
- レイ・チャールズ（ミュージシャン）[162]

盲目であったチャールズは、ダイヤモンドが散りばめられたユニークな点字式腕時計 Ref.3482を所有していた。これは音楽プロデューサーのノーマン・グランツから贈られたものと考えられている。
- ジョン・レノン（ミュージシャン）[118]

妻のオノ・ヨーコからレノンの40歳の誕生日に永久カレンダー・クロノグラフのRef.2499が贈られた。
- エリック・クラプトン（ミュージシャン）

パテック・フィリップのコレクターとして知られ、特別にオーダーした永久カレンダー・クロノグラフのRef.3970や永久カレンダー・スプリットセコンドクロノグラフのRef.5004から、往年の名作である永久カレンダー・クロノグラフのRef.2499に至るまで、様々なモデルを所有していた。

## 顧客サービス

### アーカイブ
パテック・フィリップは、時計のアーカイブ資料をオーナーに提供する《Extract from the Archives》というサービスを行なっている。同社は創業以来販売された全ての時計について、時計の種類（腕時計、懐中時計、テーブルクロック）、キャリバー、ムーブメント番号、ケース番号、文字盤の種類、ブレスレットまたはバンドの種類、製造年月日、販売年月日、その他追加情報（パテック・フィリップで時計に加えられた変更など）を記録しており、オーナーは申請することでこれらの情報を取得することができる。なおこのサービスにより得られる情報は、保証書とは異なりその時計の真正性を保証するものではないとしている。
サービスの対象は最初に販売された日が今から10年以上前にさかのぼるパテック・フィリップ・タイムピースのみとし、ひとつのタイムピースについて12か月ごとに1回リクエストすることができる。申請はオンラインのみで受け付けており、公式ホームページに設けられている申請フォームからリクエストすることができる。申請にあたっては、オーナーの個人情報のほかに時計のムーブメント番号とケース番号、またそれらの番号が刻印されているのが確認できる画像と時計本体の画像を数枚撮影して申請フォームに入力する必要がある。ケース番号は通常ケースバックの内側に刻印されているため、番号を確認するためにはケースを開ける必要があり、この操作は正規販売店や正規サービスセンターに依頼することが推奨されている。
申請料金は500スイスフラン（2025年時点）で、申請が確認されてから10週間以内に紙様式でオーナーの元に報告書が送られる。報告書の言語は英語のみ。

### オーナー登録
パテック・フィリップのオーナーになると、公式ホームページに設けられている登録フォームから「オーナー登録」（カスタマー登録）を行うことができる。この登録を行えば、日本語含む8か国語で半年ごとに年2回発行されているオーナーのための特別な雑誌「パテック・フィリップ・インターナショナルマガジン」（Patek Philippe The International Magazine ）が以降無料で登録住所に郵送されることになり、定期購読することができる。
登録にあたっては、雑誌の送り先に関する個人情報と、所有するタイムピースのリファレンスナンバーおよびムーブメント番号を登録フォームに入力する必要がある。先代から引き継いだ時計であったとしても新たなオーナーとして登録されるため、中古で購入した時計でも問題なくオーナー登録することができる。

#### パテック・フィリップ・インターナショナルマガジン
1996年秋に初めて刊行された。雑誌の内容は、同社の最新モデルの詳細な解説からオークションニュース、独自取材による世界各地の歴史や文化、芸術の紹介、著名人へのインタビューなど、多岐にわたる。これまでにカール・ラガーフェルド、ミハイル・ゴルバチョフ、ダライ・ラマ14世などの錚々たる顧客の面々がこの雑誌のためにインタビューを受け、ジョゼ・サラマーゴ、高行健、カルロス・フエンテス、ウィル・セルフ、ジョン・ファウルズ、ギュンター・グラス、デーヴァ・ソベル、ベン・オクリ、ユン・チアン、セース・ノーテボームなどのノーベル文学賞受賞者をはじめとした国際的に高く評価されている作家が同誌にコラムを寄稿してきた。また「世界で最も美しい雑誌」にするという目標のもと、ドン・マッカラン、ルネ・ブリ、 アンソニー・アームストロング＝ジョーンズ、イヴ・アーノルド、エリオット・アーウィットなど、世界で最も高く評価されている写真家の何人かがこの雑誌のために写真を撮影してきた。さらに多くの特別な場所やプライベートなアートコレクションがこの雑誌のなかで独占的に披露された。同誌が商業的ではないことも重要であり、他の多くの企業が広告を掲載しようとしたにもかかわらず、どれも受け入れられなかった。

## 日本との関係
日本とパテック・フィリップの関係は非常に古く、創業して間もない「Patek & Cie」の時代にまで遡る。社長のティエリー・スターンによれば、1850年（嘉永3年）に同社の時計を求める使者が日本からやってきて、スイス本社工房で注文したのがその始まりだという。日本・スイス国交樹立後の1867年（慶応3年）には、欧州を歴訪していた清水徳川家6代目当主の徳川昭武がスイス本社工房でイエローゴールドの懐中時計2点、ローズゴールド製1点を購入し、顧客台帳に名前が記録された初の日本人となった。1873年（明治6年）には、岩倉具視率いる使節団がスイス本社工房を視察している。20世紀に入ると、時計愛好家や上流階級の間でその名が広く知られるようになり、大正天皇や昭和天皇までもが顧客名簿に加わるに至った。21世紀現在、パテック・フィリップにとって日本は重要なマーケットの一つとなっており、日本限定モデルも多数リリースされている。

### 日本における輸入・販売
1957年（昭和32年）、東京・日本橋室町の「一心堂」（現・一新時計）がパテック・フィリップの日本代理店となり、正規の輸入による販売を開始した。2003年（平成15年）にはパテック・フィリップの日本法人「パテック・フィリップ・ジャパン」が設立され、以降は同社が正規輸入業務を担うようになっている。2010年（平成22年）には、パテック・フィリップの定める「格式」「時計の専門知識」「洗練された雰囲気」などの厳密な店舗基準を満たす、ミラノ、フランクフルトに続く世界で3店舗目の“ブティック”として、「スフィア パテック・フィリップ・ブティック 東京」が東京・南青山にオープンした。2023年（令和5年）には、国内2店舗目となるブティック「パテック・フィリップ・ブティック 東京 銀座」が東京・銀座にオープンしている。